# Fußball-Europameisterschaft 2016
| Europameister Finale Halbfinale Viertelfinale | Achtelfinale Vorrunde nicht qualifiziert kein UEFA-Mitglied |

Die Fußball-Europameisterschaft 2016 (offiziell: UEFA Euro 2016), die 15. Austragung des Turniers, fand vom 10. Juni bis zum 10. Juli 2016 in Frankreich statt. Erstmals nahmen 24 statt wie zuvor 16 Mannschaften am Turnier teil.
Europameister wurde die portugiesische Nationalmannschaft um Cristiano Ronaldo, die Gastgeber Frankreich im Finale in Saint-Denis mit 1:0 n. V. schlug und damit zum ersten Mal überhaupt einen bedeutenden internationalen Titel gewann. Der Europameistertitel 2016 berechtigte die Mannschaft zur Teilnahme am Konföderationen-Pokal 2017. 
Frankreich war nach der erstmaligen Austragung der Europameisterschaft 1960 und 1984 zum dritten Mal Gastgeber einer Europameisterschaft. Bis dato hatte noch kein Land als Gastgeber drei Europameisterschaften ausgetragen. Bei den letzten beiden großen Turnieren im eigenen Land, der EM 1984 und der WM 1998, war die Équipe Tricolore siegreich. Ihren zweiten und bislang letzten Europameistertitel gewann die französische Nationalmannschaft bei der Europameisterschaft 2000. Mit der Finalniederlage Frankreichs verlor der Gastgeber nach Portugal 2004 zum zweiten Mal in der Geschichte ein Finale bei einer Heim-EM.
Erstmals wurde eine Europameisterschaft in einem Land ausgetragen, das während des Turniers den Ausnahmezustand verhängt hatte. Dieser war infolge der Terroranschläge am 13. November 2015 in Paris verhängt worden, die während eines Freundschaftsspiels gegen die deutsche Nationalmannschaft stattfanden.
Titelverteidiger war die spanische Nationalmannschaft, die beim vorangegangenen Turnier ihren Titel von 2008 erfolgreich verteidigt und damit die Chance hatte, als erste Mannschaft den Titel dreimal in Folge zu gewinnen. Sie scheiterte jedoch im Achtelfinale an Italien.
Die Fußballnationalmannschaften aller drei DACH-Länder qualifizierten sich für das EM-Turnier. In der Vorrunde spielte der Weltmeister Deutschland in der Gruppe C, Österreich in der Gruppe F und die Schweiz in der Gruppe A, wobei Österreich bereits in der Gruppenphase ausschied und Deutschland und die Schweiz in die Finalrunde gelangten. Im Achtelfinale qualifizierte sich Deutschland durch einen Sieg über die Slowakei für das Viertelfinale, während die Schweiz gegen Polen ausschied. Nachdem die deutsche Nationalmannschaft im Viertelfinale Italien im Elfmeterschießen besiegt hatte, unterlag sie im EM-Halbfinale Frankreich.
Als Überraschungsmannschaften des Turniers galten Wales und Island. Für beide Mannschaften war es die erste Teilnahme an einer Europameisterschaft überhaupt. Während Island im Viertelfinale gegen Frankreich verlor, schafften es die Waliser um Stürmerstar Gareth Bale bis ins Halbfinale, wo sie gegen den späteren Sieger Portugal ausschieden.

## Vergabe

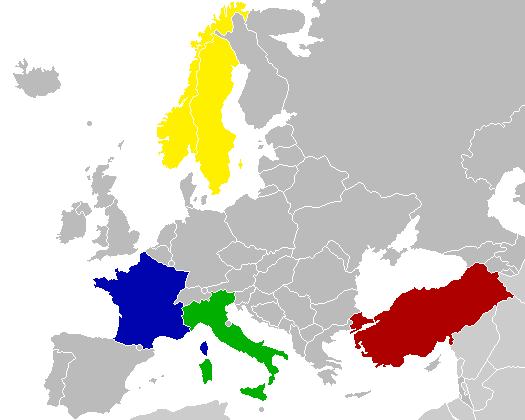
Farblich hervorgehoben: Die Bewerberländer

Nachdem beschlossen worden war, die EM 2016 statt wie bisher 16 mit 24 Mannschaften auszutragen, bestimmte die UEFA am 11. Dezember 2008 als weiteres Bewerbungskriterium, dass für das Turnier neun Stadien und weitere drei als Ersatzaustragungsorte aufgeboten werden müssten, darunter zwei Stadien mit mindestens 50.000, drei Stadien mit mindestens 40.000 und vier Stadien mit mindestens 30.000 Plätzen.
Die Bewerbungsprozedur wurde in drei Phasen aufgeteilt. Die Nominierung des Gastgebers fand in der dritten Phase statt. Ursprünglich hatten sich sieben nationale Fußballverbände mit fünf Bewerbungen um die Austragung der EM-Endrunde 2016 bemüht. Am 2. März 2009 verwarfen Schottland und Wales ihren Plan für eine gemeinsame Bewerbung aufgrund der zu hohen Kosten. Zum Abgabetermin am 9. März 2009 lagen Bewerbungen von folgenden Verbänden vor:
- Frankreich[9]
- Türkei[10]
- Italien[11]
- Schweden und Norwegen

Am 9. Dezember 2009 verzichteten der schwedische und der norwegische Verband auf ihre gemeinsame Kandidatur. Am 28. Mai 2010 schied Italien in der ersten Abstimmungsrunde aus. In der zweiten Abstimmung am selben Tag setzte sich Frankreich mit 7:6 Stimmen gegen die Türkei durch und wurde als Austragungsort bestimmt.

## Vorbereitungen
Straßburg zog seine Kandidatur Anfang August 2010 zurück, da die geschätzten Investitionskosten von 130 Millionen Euro für die öffentliche Hand nicht aufzubringen seien. Im Mai 2011 wurden neun Stadien (in Bordeaux, Lens, Lille, Lyon, Marseille, Nancy, Nizza, Paris und Saint-Denis), dazu zwei „Reservestadien“ (in Saint-Étienne und Toulouse) als Austragungsorte festgelegt. Die Vereinspräsidenten von AS Saint-Étienne und FC Toulouse kritisierten den Ablauf mit dem Hinweis darauf, dass ihre Kollegen aus Lens und Nancy dem entscheidenden Gremium angehört hatten. Auch wenn diese sich dann nicht an der Abstimmung beteiligt hatten, bliebe doch das ungute Gefühl von „kleinen Abmachungen unter Freunden“, wozu auch die Tatsache gehöre, dass der UEFA-Präsident Michel Platini Nancy gleichfalls eng verbunden sei. Zudem seien dadurch Millionen Franzosen aus dem Westen, dem Zentrum und dem Süden des Landes de facto vom Besuch der Spiele ausgeschlossen.
Am 16. Juni 2011 wurde die Anzahl der vollwertigen Austragungsorte durch nachträgliche Aufnahme von Saint-Étienne und Toulouse zunächst auf elf erhöht. Die UEFA begründete diesen Schritt mit der gegenüber früheren Turnieren deutlich höheren Zahl von Spielen.
Die beabsichtigten Neubauten, insbesondere diejenigen in Décines-Charpieu (bei Lyon), Nizza und Villeneuve-d’Ascq (bei Lille), wurden über Jahre durch Gerichtsurteile aufgrund von Klagen betroffener Gemeinden und Anwohner blockiert. Die Hoffnung insbesondere der privaten Bauherren richtete sich seit 2011 darauf, diese Hemmnisse nunmehr unter dem Druckmittel des „nationalen Interesses“ überwinden zu können. Ende 2012 war das Stadion von Lille fertiggestellt und wurde vom OSC Lille genutzt. Mitte September 2013 wurde das Stadion in Nizza eröffnet.
Für Lyons rein privat finanziertes Stade des Lumières wurde im Februar 2012 zwar die kommunale Baugenehmigung erteilt, aber auch gegen diese wurde Klage erhoben, sodass ab Oktober 2012 lediglich Planierungsarbeiten auf dem Gelände durchgeführt wurden. Die eigentlichen Bauarbeiten sollten Anfang August 2013 aufgenommen werden; die dann verbleibenden 29 Monate bis zum von der UEFA vorgegebenen Termin der Fertigstellung galten als knapp, aber realisierbar. Tatsächlich erfolgte die Grundsteinlegung erst Mitte November 2013.
Bezüglich Bordeaux war es zwar im Oktober 2011 zur Unterzeichnung eines PPP-Vertrags zwischen der Stadt und den privaten Co-Investoren gekommen, aber mit dem Bau im Norden der Stadt (nahe dem Pont d’Aquitaine) konnte erst im Spätsommer 2013 begonnen werden.
Auch bei den Stadienerweiterungen gab es zu diesem Zeitpunkt eine große Spannweite: Während der Umbau in Marseille (bei gleichzeitig weiter laufendem Spielbetrieb) bereits in vollem Gange war, hingen insbesondere der Pariser Prinzenpark und das Stade Bollaert-Delelis in Lens weit hinter dem Zeitplan zurück. In Lens hat nach dem Abstieg des heimischen Racing Club in die zweite Liga (zur Saison 2011/12) der Hauptfinanzier Crédit Agricole Nord seine Zusage sogar teilweise zurückgezogen. Nachdem etliche Gebietskörperschaften sich an den Kosten beteiligten, begannen 2014 doch noch die allerdings reduzierten Modernisierungsarbeiten.
Hingegen erklärte Nancy am 2. Dezember 2011 gegenüber der UEFA-Organisationsgesellschaft den Verzicht auf seine Kandidatur, weil die Finanzierung des Stadionausbaus auf 32.000 Plätze aufgrund des Rückzugs der Kommune nicht mehr möglich sei.

## Spielorte
Die Spielorte entsprachen denen der Fußball-Weltmeisterschaft 1998, mit Ausnahme von Nantes und Montpellier. Dafür kamen Nizza und Villeneuve-d’Ascq bei Lille hinzu. Im April 2014 war das Stade de France in Saint-Denis sowohl als Austragungsort des Eröffnungsspiels am 10. Juni 2016 als auch des Finales am 10. Juli 2016 bestimmt worden.
| Saint-Denis |

| Marseille |

| St-Étienne |

| Toulouse |

| Paris |

| Lens |

| Lyon |

| Bordeaux |

| Lille |

| Nizza |

| Saint-Denis |

| Marseille |

| St-Étienne |

| Toulouse |

| Paris |

| Lens |

| Lyon |

| Bordeaux |

| Lille |

| Nizza |

## Modus

### Turnierform
Erstmals seit der EM 1996 wurde das Teilnehmerfeld der Endrunde vergrößert. 1996 wurde die Teilnehmerzahl von 8 auf 16 Mannschaften verdoppelt, 2016 nahmen erstmals 24 Nationen teil. Die Aufstockung, die vor allem durch den ehemaligen UEFA-Präsidenten Michel Platini forciert wurde, stieß im Vorfeld auf breite Kritik. Insbesondere wird dabei die entstandene Wettbewerbsverzerrung genannt, die es den Mannschaften der Gruppen, die zuletzt die Vorrunde abschlossen, ermöglichte, relativ genau auszurechnen, welche Ergebnisse sie im letzten Spiel zu erzielen haben, um das Achtelfinale zu erreichen (insbesondere Gruppen E und F). Dagegen hatten die Gruppendritten der Gruppen A und B mehrere Tage zu warten, bis die endgültige Entscheidung feststand.
Gespielt wurde in sechs Vierergruppen, wobei die Gruppenersten und -zweiten und die vier besten Gruppendritten sich für das Achtelfinale qualifizierten. Die vier besten Gruppendritten spielten im Achtelfinale gegen die Gruppenersten der Gruppen A, B, C und D. Der Gruppenerste der Gruppe E spielte gegen den Gruppenzweiten der Gruppe D, der Gruppenerste der Gruppe F spielte gegen den Gruppenzweiten der Gruppe E. Die Gruppenzweiten der Gruppen A und C sowie B und F spielten gegeneinander.
Ab dem Achtelfinale wurde im K.-o.-System weitergespielt, bei dem eine Verlängerung und ein Elfmeterschießen möglich waren. Es wurden 51 statt bisher 31 Spiele ausgetragen. Die Endrunde wurde daher von drei auf vier Wochen verlängert.
Die Gruppenphase fand vom 10. bis 22. Juni 2016 statt, die Finalphase begann am 25. Juni.

### Platzierungsregeln

#### Platzierungsregeln für die Gruppenphase
Wenn am Ende der Gruppenphase zwischen mehreren Mannschaften Punktgleichheit herrschte, wurde nach folgender Reihenfolge vorgegangen:
a) höhere Anzahl an Punkten im direkten Vergleich;
b) bessere Tordifferenz im direkten Vergleich;
c) höhere Anzahl der erzielten Tore im direkten Vergleich;
d) wenn nach der Anwendung der Kriterien a) bis c) immer noch mehrere Mannschaften denselben Platz belegt hätten, wären die Kriterien a) bis c) erneut angewendet worden, jedoch ausschließlich auf die Direktbegegnungen der betreffenden Mannschaften, um deren definitive Platzierung zu bestimmen. Hätte dieses Vorgehen wiederum keine Entscheidung herbeigeführt, wären die Kriterien e) bis h) angewendet worden:
e) bessere Tordifferenz aus allen Gruppenspielen;
f) höhere Anzahl der erzielten Tore in allen Gruppenspielen;
g) besseres Fairplay-Verhalten während der Endrunde bezüglich der Karten;
h) höherer UEFA-Koeffizient zur Auslosung der Gruppenphase.
Wären jedoch im letzten Gruppenspiel zwei Mannschaften aufeinandergetroffen, die bis dahin dieselbe Anzahl an Punkten, die gleiche Tordifferenz und dieselbe Anzahl an Toren aufwiesen hätten, und wäre dieses Spiel unentschieden geendet, wäre zur Ermittlung ihrer endgültigen Platzierung anschließend ein Elfmeterschießen durchgeführt worden. Voraussetzung wäre aber gewesen, dass keine weitere Mannschaft derselben Gruppe nach Abschluss der Gruppenspiele dieselbe Punktezahl gehabt hätte; wäre dies der Fall gewesen, wären die oben aufgeführten Kriterien a) bis h) angewandt worden.

#### Platzierungsregeln für die Gruppendritten
Die Reihenfolge der Kriterien war laut den Regularien wie folgt:
a) die erzielte Punktzahl
b) die bessere Tordifferenz
c) die höhere Anzahl an erzielten Toren
d) das bessere Fairplay-Verhalten während der Endrunde bezüglich der Karten
e) der bessere UEFA-Koeffizient

### Spielsperre
Erhielt ein Spieler im Laufe des Turniers zum zweiten Mal eine Gelbe Karte, war er im darauf folgenden Spiel gesperrt. Einzelne Gelbe Karten wurden nach dem Viertelfinale gestrichen. Nach Erhalt einer Gelb-Roten Karte war der Spieler für das nächste Spiel gesperrt. Bei einer Roten Karte war der Spieler ebenfalls automatisch für die folgende Partie gesperrt, wobei die Kontroll- und Disziplinarkommission eine höhere Strafe aussprechen konnte.

## Teilnehmer

### Qualifikation
Gastgeber Frankreich war für die Endrunde im Sommer 2016 automatisch qualifiziert. Die restlichen 23 Plätze wurden von September 2014 bis November 2015 in mehreren Qualifikationsgruppen mit fünf bzw. sechs Mannschaften ermittelt. Die Auslosung der Gruppen fand am 23. Februar 2014 im Palais des Congrès Acropolis in Nizza statt, die Auslosung der Gruppen des Endrunden-Turniers am 12. Dezember 2015 in Paris. Gibraltar nahm erstmals an einer Qualifikation eines derart großen Turniers teil. Mit den Niederlanden, Dänemark und Griechenland überstanden die Europameister der Jahre 1988, 1992 und 2004 die Qualifikation für das Turnier nicht.

### Debütanten
Fünf der 24 teilnehmenden Mannschaften nahmen zum ersten Mal an einer Europameisterschaftsendrunde teil: die Slowakei, Albanien, Island, Wales und Nordirland. Österreich und die Ukraine qualifizierten sich erstmals sportlich für eine EM, hatten jedoch bereits an der EM 2008 beziehungsweise 2012 als Gastgeber teilgenommen.
Vier der fünf Debütanten erreichten das Achtelfinale, nur Albanien scheiterte knapp aufgrund der schlechteren Tordifferenz.

### Auslosung der Endrunde
Die Auslosung der Endrunde in Frankreich fand am 12. Dezember 2015 im Palais des congrès de Paris in der Hauptstadt Paris statt. Frankreich war als Gastgeber in Gruppe A bereits gesetzt. Titelverteidiger Spanien war ebenfalls in Topf 1 gesetzt. Die übrigen 22 Mannschaften wurden anhand des UEFA-Koeffizienten (UK) in vier Töpfe eingeteilt.
| Topf 1: - Frankreich (Gastgeber) UK: 33.599 - Spanien (Titelverteidiger) UK: 37.962 - Deutschland UK: 40.236 - England UK: 35.963 - Portugal UK: 35.138 - Belgien UK: 34.442 Topf 2: - Italien UK: 34.345 - Russland UK: 31.345 - Schweiz UK: 31.254 - Österreich UK: 30.932 - Kroatien UK: 30.642 - Ukraine UK: 30.313 | Topf 3: - Tschechien UK: 29.403 - Schweden UK: 29.028 - Polen UK: 28.306 - Rumänien UK: 28.038 - Slowakei UK: 27.171 - Ungarn UK: 27.142 Topf 4: - Türkei UK: 27.033 - Irland UK: 26.902 - Island UK: 25.388 - Wales UK: 24.521 - Albanien UK: 23.216 - Nordirland UK: 22.961 |

| Gruppe A           | Gruppe B         | Gruppe C            | Gruppe D           | Gruppe E         | Gruppe F           |
| ------------------ | ---------------- | ------------------- | ------------------ | ---------------- | ------------------ |
| Frankreich (Kader) | England (Kader)  | Deutschland (Kader) | Spanien (Kader)    | Belgien (Kader)  | Portugal (Kader)   |
| Rumänien (Kader)   | Russland (Kader) | Ukraine (Kader)     | Tschechien (Kader) | Italien (Kader)  | Island (Kader)     |
| Albanien (Kader)   | Wales (Kader)    | Polen (Kader)       | Türkei (Kader)     | Irland (Kader)   | Österreich (Kader) |
| Schweiz (Kader)    | Slowakei (Kader) | Nordirland (Kader)  | Kroatien (Kader)   | Schweden (Kader) | Ungarn (Kader)     |

### Unterkünfte

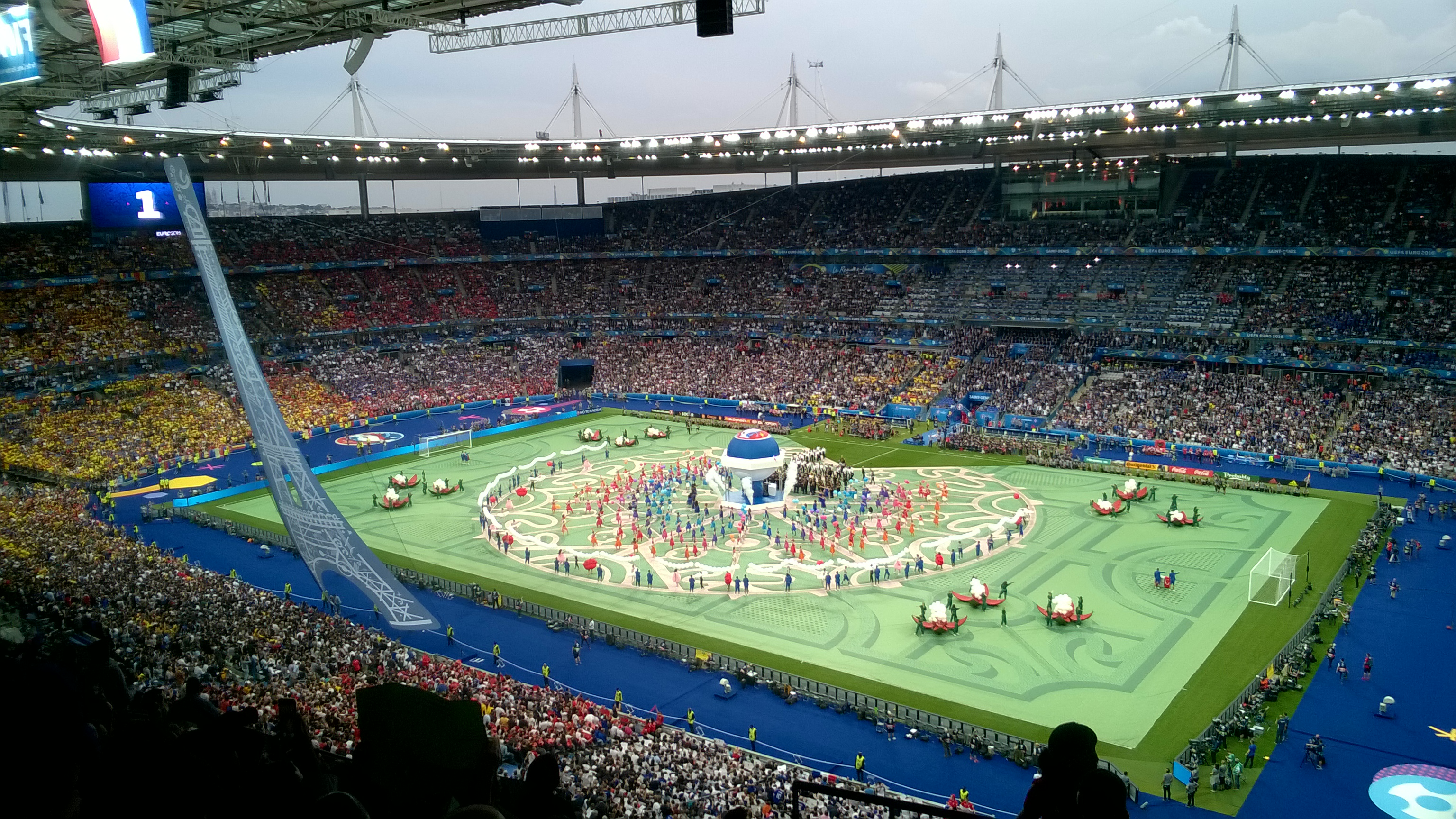
Eröffnungszeremonie

Die Mannschaften waren an folgenden Orten untergebracht:
| Perros-Guirec |

| Mallemort |

| Bordeaux |

| Deauville |

| Tours |

|  |

|  |

| Évian-les-Bains |

| Annecy-le-Vieux |

| Montpellier |

| Saint-Georges-de-Reneins |

| La Baule-Escoublac |

|  |

|  |

|  |

|  |

| Vichy |

| Saint-Martin-de-Ré |

| Saint-Nazaire |

| Juvignac |

| Saint-Cyr-sur-Mer |

| Aix-en-Provence |

| Dinard |

| Tourrettes |

| Perros-Guirec |

| Mallemort |

| Bordeaux |

| Deauville |

| Tours |

|  |

|  |

| Évian-les-Bains |

| Annecy-le-Vieux |

| Montpellier |

| Saint-Georges-de-Reneins |

| La Baule-Escoublac |

|  |

|  |

|  |

|  |

| Vichy |

| Saint-Martin-de-Ré |

| Saint-Nazaire |

| Juvignac |

| Saint-Cyr-sur-Mer |

| Aix-en-Provence |

| Dinard |

| Tourrettes |

| Perros-Guirec |

| Mallemort |

| Bordeaux |

| Deauville |

| Tours |

|  |

|  |

| Évian-les-Bains |

| Annecy-le-Vieux |

| Montpellier |

| Saint-Georges-de-Reneins |

| La Baule-Escoublac |

|  |

|  |

|  |

|  |

| Vichy |

| Saint-Martin-de-Ré |

| Saint-Nazaire |

| Juvignac |

| Saint-Cyr-sur-Mer |

| Aix-en-Provence |

| Dinard |

| Tourrettes |

| Perros-Guirec |

| Mallemort |

| Bordeaux |

| Deauville |

| Tours |

|  |

|  |

| Évian-les-Bains |

| Annecy-le-Vieux |

| Montpellier |

| Saint-Georges-de-Reneins |

| La Baule-Escoublac |

|  |

|  |

|  |

|  |

| Vichy |

| Saint-Martin-de-Ré |

| Saint-Nazaire |

| Juvignac |

| Saint-Cyr-sur-Mer |

| Aix-en-Provence |

| Dinard |

| Tourrettes |

| Clairefontaine-en-Yvelines |

| Marcoussis |

| Versailles |

| Croissy-sur-Seine |

| Chantilly |

| Orry-la-Ville |

| Clairefontaine-en-Yvelines |

| Marcoussis |

| Versailles |

| Croissy-sur-Seine |

| Chantilly |

| Orry-la-Ville |

| Clairefontaine-en-Yvelines |

| Marcoussis |

| Versailles |

| Croissy-sur-Seine |

| Chantilly |

| Orry-la-Ville |

| Clairefontaine-en-Yvelines |

| Marcoussis |

| Versailles |

| Croissy-sur-Seine |

| Chantilly |

| Orry-la-Ville |

## Vorrunde
Der Spielplan wurde von der UEFA am 26. April 2014 veröffentlicht. Die Auslosung des Turniers fand am 12. Dezember 2015 nach der Qualifikation statt.
Mit einem Schnitt von 1,92 Treffern pro Partie war diese EM-Vorrunde die torärmste der Turniergeschichte.

### Gruppe A
| Pl. | Land       | Sp. | S | U | N | Tore    | Diff. | Punkte |
| --- | ---------- | --- | - | - | - | ------- | ----- | ------ |
| 1.  | Frankreich | 3   | 2 | 1 | 0 | 004:100 | +3    | 07     |
| 2.  | Schweiz    | 3   | 1 | 2 | 0 | 002:100 | +1    | 05     |
| 3.  | Albanien   | 3   | 1 | 0 | 2 | 001:300 | −2    | 03     |
| 4.  | Rumänien   | 3   | 0 | 1 | 2 | 002:400 | −2    | 01     |

|                                                              |   |            |           |
| Fr., 10. Juni 2016 um 21:00 Uhr in Saint-Denis               |   |            |           |
| Frankreich                                                   | – | Rumänien   | 2:1 (0:0) |
| Sa., 11. Juni 2016 um 15:00 Uhr in Lens                      |   |            |           |
| Albanien                                                     | – | Schweiz    | 0:1 (0:1) |
| Mi., 15. Juni 2016 um 18:00 Uhr in Paris                     |   |            |           |
| Rumänien                                                     | – | Schweiz    | 1:1 (1:0) |
| Mi., 15. Juni 2016 um 21:00 Uhr in Marseille                 |   |            |           |
| Frankreich                                                   | – | Albanien   | 2:0 (0:0) |
| So., 19. Juni 2016 um 21:00 Uhr in Villeneuve-d’Ascq (Lille) |   |            |           |
| Schweiz                                                      | – | Frankreich | 0:0       |
| So., 19. Juni 2016 um 21:00 Uhr in Décines-Charpieu (Lyon)   |   |            |           |
| Rumänien                                                     | – | Albanien   | 0:1 (0:1) |

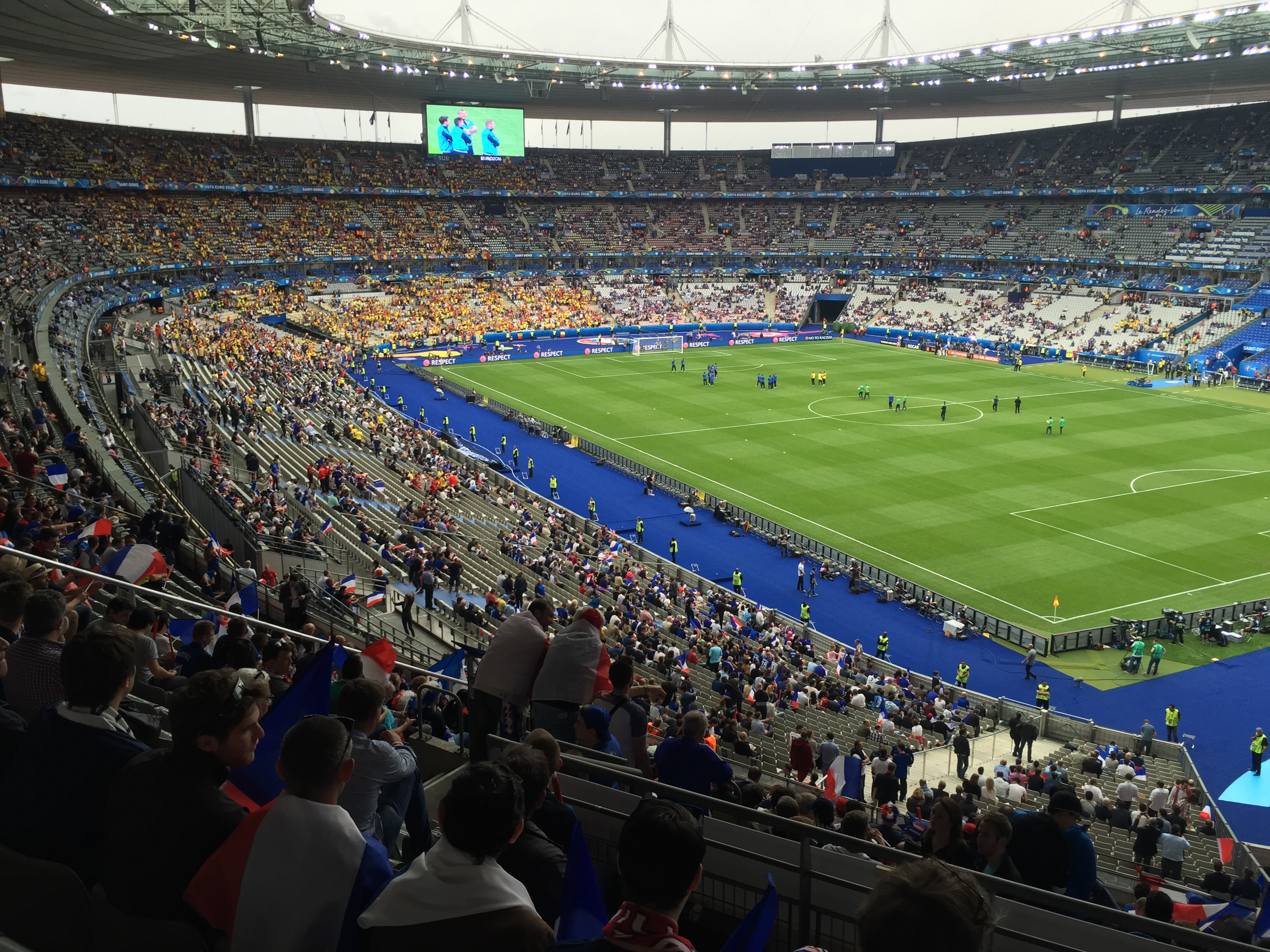
Im Stade de France vor der Partie Frankreich gegen Rumänien

Erstmals trafen bei einer Fußball-Europameisterschaft zwei Brüder in zwei unterschiedlichen Mannschaften aufeinander. Für die albanische Fußballnationalmannschaft spielte Taulant Xhaka, für die Schweiz sein Bruder Granit Xhaka. Sechs Schweizer Nationalspieler haben familiäre Beziehungen zu Albanien oder Kosovo, während zehn albanische Team-Mitglieder in der Schweiz geboren wurden oder dort aufwuchsen.

### Gruppe B
| Pl. | Land     | Sp. | S | U | N | Tore    | Diff. | Punkte |
| --- | -------- | --- | - | - | - | ------- | ----- | ------ |
| 1.  | Wales    | 3   | 2 | 0 | 1 | 006:300 | +3    | 06     |
| 2.  | England  | 3   | 1 | 2 | 0 | 003:200 | +1    | 05     |
| 3.  | Slowakei | 3   | 1 | 1 | 1 | 003:300 | ±0    | 04     |
| 4.  | Russland | 3   | 0 | 1 | 2 | 002:600 | −4    | 01     |

|                                                              |   |          |           |
| Sa., 11. Juni 2016 um 18:00 Uhr in Bordeaux                  |   |          |           |
| Wales                                                        | – | Slowakei | 2:1 (1:0) |
| Sa., 11. Juni 2016 um 21:00 Uhr in Marseille                 |   |          |           |
| England                                                      | – | Russland | 1:1 (0:0) |
| Mi., 15. Juni 2016 um 15:00 Uhr in Villeneuve-d’Ascq (Lille) |   |          |           |
| Russland                                                     | – | Slowakei | 1:2 (0:2) |
| Do., 16. Juni 2016 um 15:00 Uhr in Lens                      |   |          |           |
| England                                                      | – | Wales    | 2:1 (0:1) |
| Mo., 20. Juni 2016 um 21:00 Uhr in Saint-Étienne             |   |          |           |
| Slowakei                                                     | – | England  | 0:0       |
| Mo., 20. Juni 2016 um 21:00 Uhr in Toulouse                  |   |          |           |
| Russland                                                     | – | Wales    | 0:3 (0:2) |

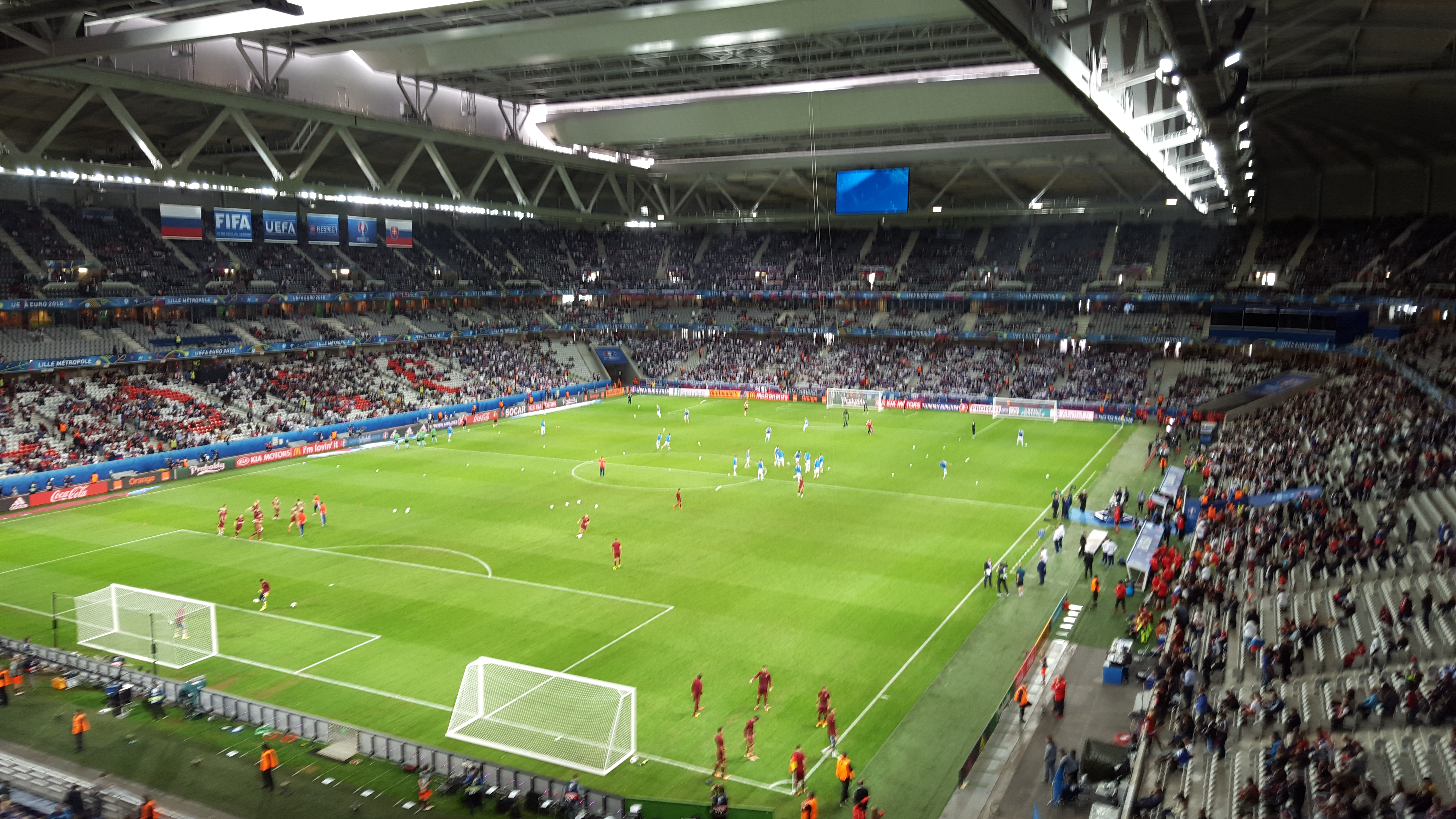
Vor dem Spiel Russland gegen die Slowakei im Stade Pierre-Mauroy

Vor und während des Spiels England – Russland kam es am Austragungsort Marseille sowohl in der Stadt als auch im Stadion zu heftigen Krawallen und Ausschreitungen. Dabei wurden mindestens 35 Menschen verletzt, ein englischer Fan lebensgefährlich. Beteiligt waren vor allem englische und russische, aber auch französische Randalierer. Die UEFA hat daraufhin ein Disziplinarverfahren gegen Russland eingeleitet. Die UEFA-Disziplinarkommission erteilte eine Geldstrafe in Höhe von 150.000 Euro und hat die russische Mannschaft auf Bewährung disqualifiziert. Der russische Fußballverband Rossijski Futbolny Sojus legte keine Berufung gegen das Urteil ein.

### Gruppe C
| Pl. | Land        | Sp. | S | U | N | Tore    | Diff. | Punkte |
| --- | ----------- | --- | - | - | - | ------- | ----- | ------ |
| 1.  | Deutschland | 3   | 2 | 1 | 0 | 003:000 | +3    | 07     |
| 2.  | Polen       | 3   | 2 | 1 | 0 | 002:000 | +2    | 07     |
| 3.  | Nordirland  | 3   | 1 | 0 | 2 | 002:200 | ±0    | 03     |
| 4.  | Ukraine     | 3   | 0 | 0 | 3 | 000:500 | −5    | 0      |

|                                                              |   |             |           |
| So., 12. Juni 2016 um 18:00 Uhr in Nizza                     |   |             |           |
| Polen                                                        | – | Nordirland  | 1:0 (0:0) |
| So., 12. Juni 2016 um 21:00 Uhr in Villeneuve-d’Ascq (Lille) |   |             |           |
| Deutschland                                                  | – | Ukraine     | 2:0 (1:0) |
| Do., 16. Juni 2016 um 18:00 Uhr in Décines-Charpieu (Lyon)   |   |             |           |
| Ukraine                                                      | – | Nordirland  | 0:2 (0:0) |
| Do., 16. Juni 2016 um 21:00 Uhr in Saint-Denis               |   |             |           |
| Deutschland                                                  | – | Polen       | 0:0       |
| Di., 21. Juni 2016 um 18:00 Uhr in Marseille                 |   |             |           |
| Ukraine                                                      | – | Polen       | 0:1 (0:0) |
| Di., 21. Juni 2016 um 18:00 Uhr in Paris                     |   |             |           |
| Nordirland                                                   | – | Deutschland | 0:1 (0:1) |

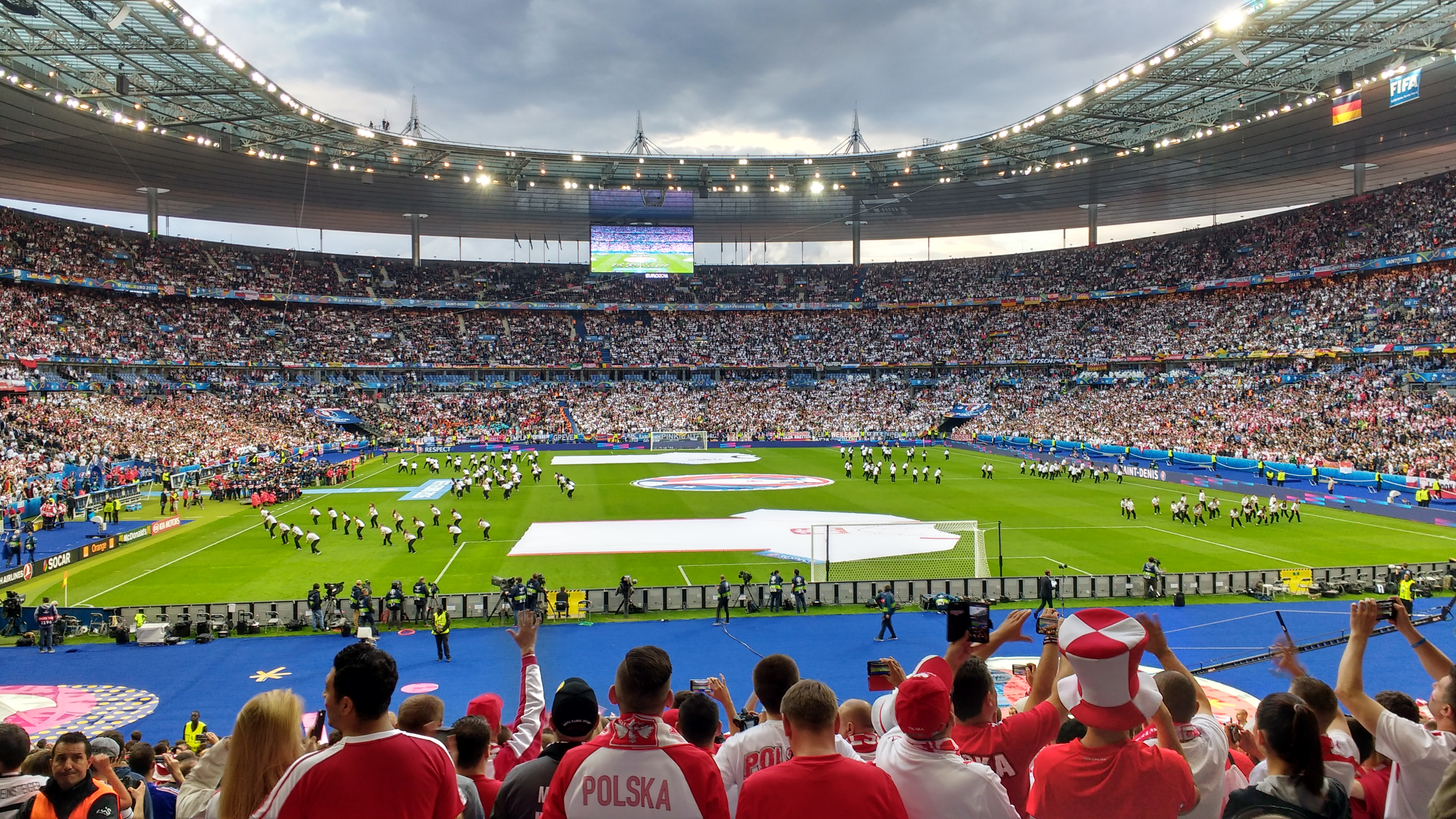
Vor dem Spiel Deutschland gegen Polen im Stade de France

Das Spiel Ukraine – Nordirland musste in der 55. Minute für etwa vier Minuten wegen Starkregen und Hagel unterbrochen werden.

### Gruppe D
| Pl. | Land       | Sp. | S | U | N | Tore    | Diff. | Punkte |
| --- | ---------- | --- | - | - | - | ------- | ----- | ------ |
| 1.  | Kroatien   | 3   | 2 | 1 | 0 | 005:300 | +2    | 07     |
| 2.  | Spanien    | 3   | 2 | 0 | 1 | 005:200 | +3    | 06     |
| 3.  | Türkei     | 3   | 1 | 0 | 2 | 002:400 | −2    | 03     |
| 4.  | Tschechien | 3   | 0 | 1 | 2 | 002:500 | −3    | 01     |

|                                                  |   |            |           |
| So., 12. Juni 2016 um 15:00 Uhr in Paris         |   |            |           |
| Türkei                                           | – | Kroatien   | 0:1 (0:1) |
| Mo., 13. Juni 2016 um 15:00 Uhr in Toulouse      |   |            |           |
| Spanien                                          | – | Tschechien | 1:0 (0:0) |
| Fr., 17. Juni 2016 um 18:00 Uhr in Saint-Étienne |   |            |           |
| Tschechien                                       | – | Kroatien   | 2:2 (0:1) |
| Fr., 17. Juni 2016 um 21:00 Uhr in Nizza         |   |            |           |
| Spanien                                          | – | Türkei     | 3:0 (2:0) |
| Di., 21. Juni 2016 um 21:00 Uhr in Bordeaux      |   |            |           |
| Kroatien                                         | – | Spanien    | 2:1 (1:1) |
| Di., 21. Juni 2016 um 21:00 Uhr in Lens          |   |            |           |
| Tschechien                                       | – | Türkei     | 0:2 (0:1) |

Im Spiel Tschechien – Kroatien gab es über neun Minuten Nachspielzeit, da es gegen Ende der zweiten Halbzeit zu minutenlangen Ausschreitungen im kroatischen Fanblock kam. Ein Ordner und Ivan Perišić wurden durch einen explodierenden Böller leicht verletzt.

### Gruppe E
| Pl. | Land     | Sp. | S | U | N | Tore    | Diff. | Punkte |
| --- | -------- | --- | - | - | - | ------- | ----- | ------ |
| 1.  | Italien  | 3   | 2 | 0 | 1 | 003:100 | +2    | 06     |
| 2.  | Belgien  | 3   | 2 | 0 | 1 | 004:200 | +2    | 06     |
| 3.  | Irland   | 3   | 1 | 1 | 1 | 002:400 | −2    | 04     |
| 4.  | Schweden | 3   | 0 | 1 | 2 | 001:300 | −2    | 01     |

|                                                              |   |          |           |
| Mo., 13. Juni 2016 um 18:00 Uhr in Saint-Denis               |   |          |           |
| Irland                                                       | – | Schweden | 1:1 (0:0) |
| Mo., 13. Juni 2016 um 21:00 Uhr in Décines-Charpieu (Lyon)   |   |          |           |
| Belgien                                                      | – | Italien  | 0:2 (0:1) |
| Fr., 17. Juni 2016 um 15:00 Uhr in Toulouse                  |   |          |           |
| Italien                                                      | – | Schweden | 1:0 (0:0) |
| Sa., 18. Juni 2016 um 15:00 Uhr in Bordeaux                  |   |          |           |
| Belgien                                                      | – | Irland   | 3:0 (0:0) |
| Mi., 22. Juni 2016 um 21:00 Uhr in Villeneuve-d’Ascq (Lille) |   |          |           |
| Italien                                                      | – | Irland   | 0:1 (0:0) |
| Mi., 22. Juni 2016 um 21:00 Uhr in Nizza                     |   |          |           |
| Schweden                                                     | – | Belgien  | 0:1 (0:0) |

### Gruppe F

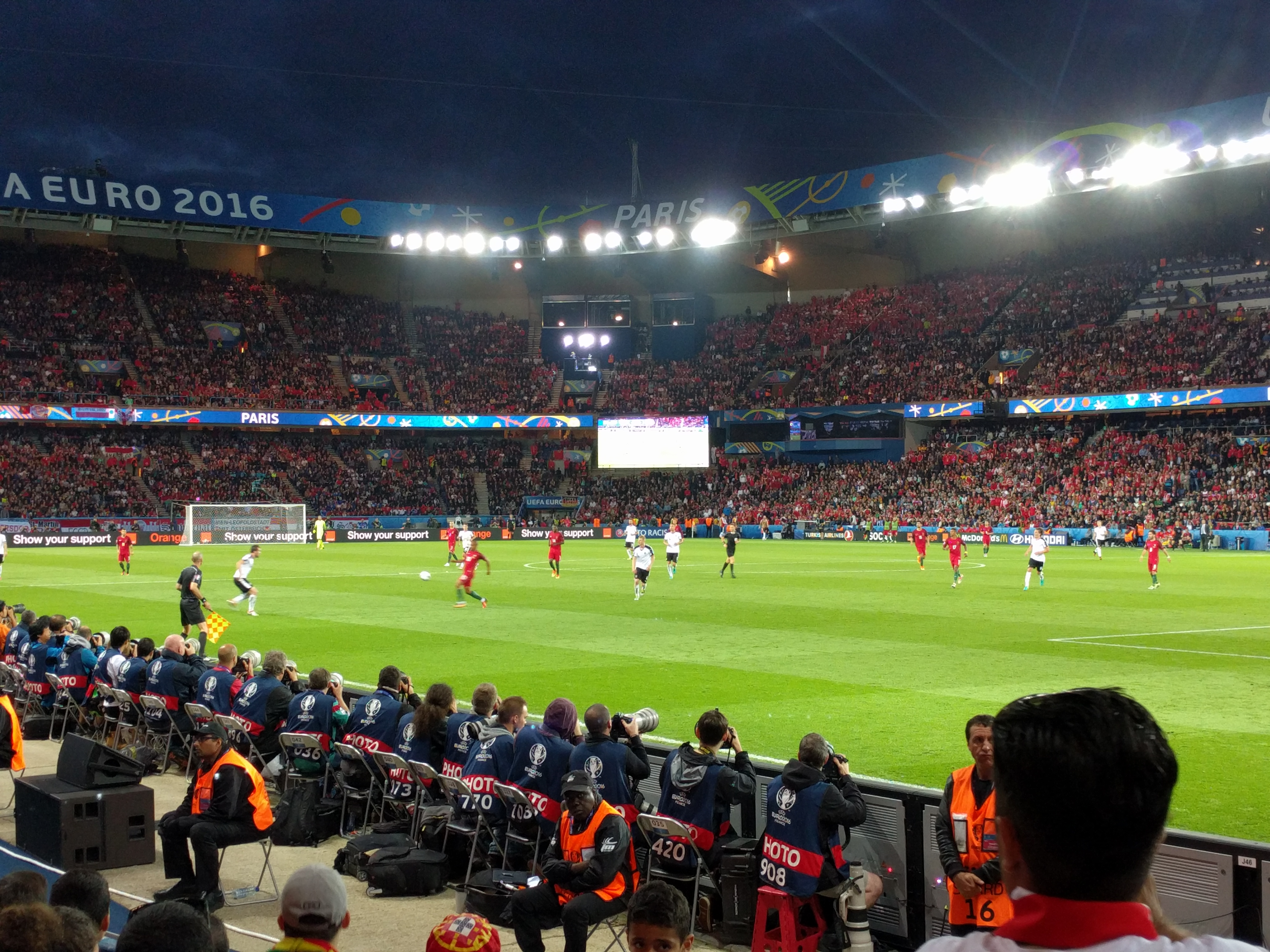
Im Spiel Portugal gegen Österreich im Prinzenparkstadion

| Pl. | Land       | Sp. | S | U | N | Tore    | Diff. | Punkte |
| --- | ---------- | --- | - | - | - | ------- | ----- | ------ |
| 1.  | Ungarn     | 3   | 1 | 2 | 0 | 006:400 | +2    | 05     |
| 2.  | Island     | 3   | 1 | 2 | 0 | 004:300 | +1    | 05     |
| 3.  | Portugal   | 3   | 0 | 3 | 0 | 004:400 | ±0    | 03     |
| 4.  | Österreich | 3   | 0 | 1 | 2 | 001:400 | −3    | 01     |

|                                                            |   |            |           |
| Di., 14. Juni 2016 um 18:00 Uhr in Bordeaux                |   |            |           |
| Österreich                                                 | – | Ungarn     | 0:2 (0:0) |
| Di., 14. Juni 2016 um 21:00 Uhr in Saint-Étienne           |   |            |           |
| Portugal                                                   | – | Island     | 1:1 (1:0) |
| Sa., 18. Juni 2016 um 18:00 Uhr in Marseille               |   |            |           |
| Island                                                     | – | Ungarn     | 1:1 (1:0) |
| Sa., 18. Juni 2016 um 21:00 Uhr in Paris                   |   |            |           |
| Portugal                                                   | – | Österreich | 0:0       |
| Mi., 22. Juni 2016 um 18:00 Uhr in Décines-Charpieu (Lyon) |   |            |           |
| Ungarn                                                     | – | Portugal   | 3:3 (1:1) |
| Mi., 22. Juni 2016 um 18:00 Uhr in Saint-Denis             |   |            |           |
| Island                                                     | – | Österreich | 2:1 (1:0) |

### Rangliste der Gruppendritten
| 1. | Slowakei   | 3 | 1 | 1 | 1 | 003:300 | ±0 | 04 | B | 07 | 0  | 0 | 7  |
| 2. | Irland     | 3 | 1 | 1 | 1 | 002:400 | −2 | 04 | E | 05 | 0  | 0 | 5  |
| 3. | Portugal   | 3 | 0 | 3 | 0 | 004:400 | ±0 | 03 | F | 02 | 0  | 0 | 2  |
| 4. | Nordirland | 3 | 1 | 0 | 2 | 002:200 | ±0 | 03 | C | 04 | 0  | 0 | 4  |
| 5. | Türkei     | 3 | 1 | 0 | 2 | 002:400 | −2 | 03 | D | 07 | 0  | 0 | 7  |
| 6. | Albanien   | 3 | 1 | 0 | 2 | 001:300 | −2 | 03 | A | 08 | 01 | 0 | 11 |

| Fair-Play-Wertung (FP) gemäß Anhang C5.1 des UEFA-Regelwerkes einfache Summe der Karten: |                                                   |
| Gelbe Karte                                                                              | je 1 Punkt                                        |
| Gelb-Rote Karte                                                                          | je 3 Punkte; erste Gelbe Karte ist hier enthalten |
| Rote Karte                                                                               | je 3 Punkte                                       |

### Einordnung der qualifizierten Gruppendritten in das Achtelfinale
Die Zuordnung der für das Achtelfinale qualifizierten Gruppendritten zu den vier vorher festgelegten Achtelfinalspielen mit Gruppendritten hing davon ab, aus welchen Gruppen sich die Dritten qualifizierten. Für jede der 15 Möglichkeiten *) legte eine Tabelle in den offiziellen Regularien die unten stehende Zuordnung fest. Diese berücksichtigt, dass Mannschaften, die bereits in der Vorrunde gegeneinander spielten, gegebenenfalls nicht vor dem Halbfinale erneut aufeinander treffen.
| Kombinationen (3. aus Gruppen) | 1. Gruppe A spielt gegen 3. Gruppe | 1. Gruppe B spielt gegen 3. Gruppe | 1. Gruppe C spielt gegen 3. Gruppe | 1. Gruppe D spielt gegen 3. Gruppe |
| A B C D                        | C                                  | D                                  | A                                  | B                                  |
| A B C E                        | C                                  | A                                  | B                                  | E                                  |
| A B C F                        | C                                  | A                                  | B                                  | F                                  |
| A B D E                        | D                                  | A                                  | B                                  | E                                  |
| A B D F                        | D                                  | A                                  | B                                  | F                                  |
| A B E F                        | E                                  | A                                  | B                                  | F                                  |
| A C D E                        | C                                  | D                                  | A                                  | E                                  |
| A C D F                        | C                                  | D                                  | A                                  | F                                  |
| A C E F                        | C                                  | A                                  | F                                  | E                                  |
| A D E F                        | D                                  | A                                  | F                                  | E                                  |
| B C D E                        | C                                  | D                                  | B                                  | E                                  |
| B C D F                        | C                                  | D                                  | B                                  | F                                  |
| B C E F                        | E                                  | C                                  | B                                  | F                                  |
| B D E F                        | E                                  | D                                  | B                                  | F                                  |
| C D E F                        | C                                  | D                                  | F                                  | E                                  |

## Finalrunde
In der Finalrunde kamen jeweils nur die Sieger weiter; für die unterlegenen Mannschaften war das Turnier beendet. Weitere Platzierungen wurden nicht ausgespielt. Ein „Kleines Finale“ um Platz 3 wie bei Weltmeisterschaften fand nicht statt.

|  | 1. Runde | 1. Runde   | 1. Runde   |          |             | Viertelfinale | Viertelfinale | Viertelfinale |  |  | Halbfinale | Halbfinale | Halbfinale |  |  | Finale | Finale | Finale |
|  |          |            |            |          |             |               |               |               |  |  |            |            |            |  |  |        |        |        |
|  | A2       | Schweiz    | 1 (4)      |          |             |               |               |               |  |  |            |            |            |  |  |        |        |        |
|  | C2       | Polen      | 1 (5)E     |          |             |               |               |               |  |  |            |            |            |  |  |        |        |        |
|  | C2       | Polen      | 1 (5)E     | C2       | Polen       | 1 (3)         |               |               |  |  |            |            |            |  |  |        |        |        |
|  |          |            |            | C2       | Polen       | 1 (3)         |               |               |  |  |            |            |            |  |  |        |        |        |
|  |          |            | F3         | Portugal | 1 (5)E      |               |               |               |  |  |            |            |            |  |  |        |        |        |
|  | D1       | Kroatien   | F3         | Portugal | 1 (5)E      | 0             |               |               |  |  |            |            |            |  |  |        |        |        |
|  | D1       | Kroatien   |            |          |             | 0             |               |               |  |  |            |            |            |  |  |        |        |        |
|  | F3       | Portugal   | 1V         |          |             |               |               |               |  |  |            |            |            |  |  |        |        |        |
|  | F3       | Portugal   | 1V         | F3       | Portugal    | 2             |               |               |  |  |            |            |            |  |  |        |        |        |
|  |          |            |            | F3       | Portugal    | 2             |               |               |  |  |            |            |            |  |  |        |        |        |
|  |          | B1         | Wales      | 0        |             |               |               |               |  |  |            |            |            |  |  |        |        |        |
|  | B1       | B1         | Wales      | 0        | Wales       | 1             |               |               |  |  |            |            |            |  |  |        |        |        |
|  | B1       |            |            |          | Wales       | 1             |               |               |  |  |            |            |            |  |  |        |        |        |
|  | C3       | Nordirland | 0          |          |             |               |               |               |  |  |            |            |            |  |  |        |        |        |
|  | C3       | Nordirland | 0          | B1       | Wales       | 3             |               |               |  |  |            |            |            |  |  |        |        |        |
|  |          |            |            | B1       | Wales       | 3             |               |               |  |  |            |            |            |  |  |        |        |        |
|  |          |            | E2         | Belgien  | 1           |               |               |               |  |  |            |            |            |  |  |        |        |        |
|  | F1       | Ungarn     | E2         | Belgien  | 1           | 0             |               |               |  |  |            |            |            |  |  |        |        |        |
|  | F1       | Ungarn     |            |          |             |               |               |               |  |  |            |            |            |  |  |        |        |        |
|  | E2       | Belgien    | 4          |          |             |               |               |               |  |  |            |            |            |  |  |        |        |        |
|  | E2       | Belgien    | 4          | F3       | Portugal    | 1V            |               |               |  |  |            |            |            |  |  |        |        |        |
|  |          |            |            |          |             |               |               |               |  |  |            |            |            |  |  |        |        |        |
|  |          | A1         | Frankreich | 0        |             |               |               |               |  |  |            |            |            |  |  |        |        |        |
|  | C1       | A1         | Frankreich | 0        | Deutschland | 3             |               |               |  |  |            |            |            |  |  |        |        |        |
|  | C1       |            |            |          | Deutschland | 3             |               |               |  |  |            |            |            |  |  |        |        |        |
|  | B3       | Slowakei   | 0          |          |             |               |               |               |  |  |            |            |            |  |  |        |        |        |
|  | B3       | Slowakei   | 0          | C1       | Deutschland | 1 (6)E        |               |               |  |  |            |            |            |  |  |        |        |        |
|  |          |            |            | C1       | Deutschland | 1 (6)E        |               |               |  |  |            |            |            |  |  |        |        |        |
|  |          |            | E1         | Italien  | 1 (5)       |               |               |               |  |  |            |            |            |  |  |        |        |        |
|  | E1       | Italien    | E1         | Italien  | 1 (5)       | 2             |               |               |  |  |            |            |            |  |  |        |        |        |
|  | E1       | Italien    |            |          |             | 2             |               |               |  |  |            |            |            |  |  |        |        |        |
|  | D2       | Spanien    | 0          |          |             |               |               |               |  |  |            |            |            |  |  |        |        |        |
|  | D2       | Spanien    | 0          | C1       | Deutschland | 0             |               |               |  |  |            |            |            |  |  |        |        |        |
|  |          |            |            | C1       | Deutschland | 0             |               |               |  |  |            |            |            |  |  |        |        |        |
|  |          | A1         | Frankreich | 2        |             |               |               |               |  |  |            |            |            |  |  |        |        |        |
|  | A1       | A1         | Frankreich | 2        | Frankreich  | 2             |               |               |  |  |            |            |            |  |  |        |        |        |
|  | A1       |            |            |          |             |               |               |               |  |  |            |            |            |  |  |        |        |        |
|  | E3       | Irland     | 1          |          |             |               |               |               |  |  |            |            |            |  |  |        |        |        |
|  | E3       | Irland     | 1          | A1       | Frankreich  | 5             |               |               |  |  |            |            |            |  |  |        |        |        |
|  |          |            |            | A1       | Frankreich  | 5             |               |               |  |  |            |            |            |  |  |        |        |        |
|  |          |            | F2         | Island   | 2           |               |               |               |  |  |            |            |            |  |  |        |        |        |
|  | B2       | England    | F2         | Island   | 2           | 1             |               |               |  |  |            |            |            |  |  |        |        |        |
|  | B2       | England    |            |          |             |               |               |               |  |  |            |            |            |  |  |        |        |        |
|  | F2       | Island     | 2          |          |             |               |               |               |  |  |            |            |            |  |  |        |        |        |

V Sieg nach Verlängerung

E Sieg im Elfmeterschießen

### Achtelfinale
|                                                              |   |            |                                 |
| Sa., 25. Juni 2016 um 15:00 Uhr in Saint-Étienne             |   |            |                                 |
| Schweiz                                                      | – | Polen      | 1:1 n. V. (1:1, 0:1), 4:5 i. E. |
| Sa., 25. Juni 2016 um 18:00 Uhr in Paris                     |   |            |                                 |
| Wales                                                        | – | Nordirland | 1:0 (0:0)                       |
| Sa., 25. Juni 2016 um 21:00 Uhr in Lens                      |   |            |                                 |
| Kroatien                                                     | – | Portugal   | 0:1 n. V.                       |
| So., 26. Juni 2016 um 15:00 Uhr in Décines-Charpieu (Lyon)   |   |            |                                 |
| Frankreich                                                   | – | Irland     | 2:1 (0:1)                       |
| So., 26. Juni 2016 um 18:00 Uhr in Villeneuve-d’Ascq (Lille) |   |            |                                 |
| Deutschland                                                  | – | Slowakei   | 3:0 (2:0)                       |
| So., 26. Juni 2016 um 21:00 Uhr in Toulouse                  |   |            |                                 |
| Ungarn                                                       | – | Belgien    | 0:4 (0:1)                       |
| Mo., 27. Juni 2016 um 18:00 Uhr in Saint-Denis               |   |            |                                 |
| Italien                                                      | – | Spanien    | 2:0 (1:0)                       |
| Mo., 27. Juni 2016 um 21:00 Uhr in Nizza                     |   |            |                                 |
| England                                                      | – | Island     | 1:2 (1:2)                       |

### Viertelfinale
|                                                             |   |          |                                 |
| Do., 30. Juni 2016 um 21:00 Uhr in Marseille                |   |          |                                 |
| Polen                                                       | – | Portugal | 1:1 n. V. (1:1, 1:1), 3:5 i. E. |
| Fr., 1. Juli 2016 um 21:00 Uhr in Villeneuve-d’Ascq (Lille) |   |          |                                 |
| Wales                                                       | – | Belgien  | 3:1 (1:1)                       |
| Sa., 2. Juli 2016 um 21:00 Uhr in Bordeaux                  |   |          |                                 |
| Deutschland                                                 | – | Italien  | 1:1 n. V. (1:1, 0:0), 6:5 i. E. |
| So., 3. Juli 2016 um 21:00 Uhr in Saint-Denis               |   |          |                                 |
| Frankreich                                                  | – | Island   | 5:2 (4:0)                       |

### Halbfinale
|                                                           |   |            |           |
| Mi., 6. Juli 2016 um 21:00 Uhr in Décines-Charpieu (Lyon) |   |            |           |
| Portugal                                                  | – | Wales      | 2:0 (0:0) |
| Do., 7. Juli 2016 um 21:00 Uhr in Marseille               |   |            |           |
| Deutschland                                               | – | Frankreich | 0:2 (0:1) |

### Finale
| Portugal                                                    | Portugal | Frankreich | Frankreich | Aufstellung                           |
| ----------------------------------------------------------- | --- | --- | ---------- | ------------------------------------- |
| Portugal                                                    | \| Finale \| \| 10. Juli 2016 um 21:00 Uhr in Saint-Denis (Stade de France) \| \| Ergebnis: 1:0 n. V. \| \| Zuschauer: 75.868 \| \| Schiedsrichter: Mark Clattenburg ( England) \| \| Spielbericht \|                                 | \| Finale \| \| 10. Juli 2016 um 21:00 Uhr in Saint-Denis (Stade de France) \| \| Ergebnis: 1:0 n. V. \| \| Zuschauer: 75.868 \| \| Schiedsrichter: Mark Clattenburg ( England) \| \| Spielbericht \|                                                                          | Frankreich | Aufstellung Portugal gegen Frankreich |
| Portugal                                                    | Rui Patrício – Cédric, Pepe, José Fonte, Raphaël Guerreiro – William Carvalho – Renato Sanches (79. Éder), Adrien Silva (66. João Moutinho), João Mário – Nani, Cristiano Ronaldo (25. Ricardo Quaresma) Cheftrainer: Fernando Santos | Hugo Lloris – Bacary Sagna, Laurent Koscielny, Samuel Umtiti, Patrice Evra – Moussa Sissoko (110. Anthony Martial), Paul Pogba, Blaise Matuidi, Dimitri Payet (58. Kingsley Coman) – Antoine Griezmann, Olivier Giroud (78. André-Pierre Gignac) Cheftrainer: Didier Deschamps | Frankreich | Aufstellung Portugal gegen Frankreich |
| Portugal                                                    | 1:0 Éder (109.) | | Frankreich | Aufstellung Portugal gegen Frankreich |
| Portugal                                                    | Cédric (34.), Mário (62.), Guerreiro (92.), W. Carvalho (95.), Fonte (119.), Patrício (120.+3′) | Umtiti (80.), Matuidi (97.), Koscielny (107.), Pogba (115.) | Frankreich | Aufstellung Portugal gegen Frankreich |
| Portugal                                                    | Spieler des Spiels: Pepe (Portugal) | | Frankreich | Aufstellung Portugal gegen Frankreich |
| Finale                                                      | | |            |                                       |
| 10. Juli 2016 um 21:00 Uhr in Saint-Denis (Stade de France) | | |            |                                       |
| Ergebnis: 1:0 n. V.                                         | | |            |                                       |
| Zuschauer: 75.868                                           | | |            |                                       |
| Schiedsrichter: Mark Clattenburg ( England)                 | | |            |                                       |
| Spielbericht                                                | | |            |                                       |

Die Portugiesen schafften es zuerst nicht, ordentlich in das Spiel zu finden, was sich durch die Hektik im portugiesischen Spiel zeigte. Dazu kam noch, dass Cristiano Ronaldo nach einem heftigen Tacklingversuch durch Payet (8.) in der 25. Minute ausgewechselt werden musste, woraufhin Nani die Kapitänsbinde übernahm. Innerhalb der ersten Hälfte konnte sich Portugal jedoch wieder ordnen und bekam mehr Kontrolle in sein Spiel. Bei den Franzosen stach vor allem Moussa Sissoko heraus, der sich mehrere Male vor Patricio blicken ließ und auch sonst ein gutes Spiel zeigte. Frankreich wies eine geringe Chancenverwertung auf. Obwohl die französische Mannschaft das Spiel bis zu den letzten 15 Minuten offensiv gänzlich dominierte, schaffte sie es trotz Großchancen, beispielsweise des Kopfballs von Griezmann (66.), des Distanzschusses von Sissoko (84.) oder des Pfostenschusses aus fünf Metern durch den eingewechselten Gignac (90+2') nicht, den Ball im Tor der Portugiesen unterzubringen. Während die Franzosen in der Verlängerung kaum mehr in Erscheinung traten, setzten die Portugiesen seit der 75. Minute ihr Offensivspiel fort: Nach dem Kopfball von Éder (104.), den Lloris noch abgewehrt hatte, und dem an die Latte gesetzten Freistoß von Raphaël Guerreiro gelang es dem im bisherigen Turnier glücklosen Éder mit einem flachen Distanzschuss ins linke Eck (109.), seine Mannschaft in Führung zu bringen. Somit entschied Portugal, angetrieben durch den verletzten, von der Seitenlinie dirigierenden Ronaldo, das Finale für sich. Zur Siegerehrung übergab Nani die Kapitänsbinde wieder an Ronaldo.

## Trivia
Der Turniersieger Portugal errang im Laufe des Turniers nur einen einzigen Sieg innerhalb der regulären Spielzeit von 90 Minuten, und zwar beim 2:0 im Halbfinale gegen Wales. Einen solchen Fall hatte es seit Einführung der Gruppenphase im Jahr 1980, die mit der Erhöhung auf mehr als vier teilnehmende Mannschaften verbunden war, noch nicht gegeben.

## Beste Torschützen
Für die vollständige Torschützenliste siehe Fußball-Europameisterschaft 2016/Statistik#Torschützen.
Die Rangfolge entspricht den offiziellen Regeln der UEFA, nach denen zur Ermittlung des Torschützenkönigs bei gleicher Toranzahl die Zahl der Vorlagen und die Spielminuten ausschlaggebend sind. Die drei bestplatzierten Torschützen wurden mit einem Schuh in Gold, Silber bzw. Bronze ausgezeichnet.
| Rang | Spieler                | Tore | Vorlagen | Spielminuten |
| ---- | ---------------------- | ---- | -------- | ------------ |
| 1    | Antoine Griezmann      | 6    | 2        | 555          |
| 2    | Cristiano Ronaldo      | 3    | 3        | 625          |
| 3    | Olivier Giroud         | 3    | 2        | 456          |
| 4    | Dimitri Payet          | 3    | 2        | 506          |
| 5    | Gareth Bale            | 3    | 1        | 533          |
| 6    | Nani                   | 3    | 1        | 706          |
| 7    | Álvaro Morata          | 3    | 0        | 289          |
| …    |                        |      |          |              |
| 13   | Mario Gómez            | 2    | 0        | 271          |
| 27   | Julian Draxler         | 1    | 1        | 359          |
| 30   | Xherdan Shaqiri        | 1    | 1        | 377          |
| 35   | Mesut Özil             | 1    | 1        | 570          |
| 41   | Alessandro Schöpf      | 1    |          | 83           |
| 43   | Shkodran Mustafi       | 1    |          | 119          |
| 52   | Bastian Schweinsteiger | 1    |          | 219          |
| 60   | Admir Mehmedi          | 1    |          | 307          |
| 66   | Fabian Schär           | 1    |          | 390          |
| 72   | Jérôme Boateng         | 1    |          | 509          |
| …    |                        |      |          |              |

Zu diesen besten Torschützen mit mindestens drei Toren kommen zwölf weitere mit je zwei Toren und 57 weitere mit je einem Tor. Dazu kommen je ein Eigentor durch den Iren Ciaran Clark, den Isländer Birkir Már Sævarsson und den Nordiren Gareth McAuley.
Torschützenkönig des gesamten Wettbewerbs wurde der Pole Robert Lewandowski mit insgesamt 14 Toren, von denen er 13 in der Qualifikation und eines bei der Endrunde erzielte.

## Auszeichnungen und Mannschaft des Turniers
Zum besten Spieler des Turniers wählten die Technischen Beobachter der UEFA den Franzosen Antoine Griezmann, der mit sechs Toren und zwei Torvorlagen auch Torschützenkönig wurde.
Zum besten jungen Spieler wurde der 18-jährige Portugiese Renato Sanches gekürt. Auf den Plätzen zwei und drei folgen der 20-jährige Franzose Kingsley Coman und der 22-jährige Raphaël Guerreiro aus Portugal. In die Auswahl für diese Auszeichnung kamen alle Spieler, die Jahrgang 1994 oder jünger waren. Das schönste Tor des Turniers erzielte laut einer Fan-Umfrage der UEFA der Ungar Zoltán Gera beim 3:3-Unentschieden im Gruppenspiel gegen Portugal.
Einen Tag nach dem Finale veröffentlichte die UEFA auch eine „Mannschaft des Turniers“, welche ebenfalls von den Technischen Beobachtern der UEFA – zu denen unter anderem Alex Ferguson und Thomas Schaaf gehörten – aufgestellt wurde. Anders als in den Vorjahren wurde dieses Jahr statt der sonst üblichen 23 Spieler nur eine Mannschaft aus elf Spielern nominiert. Diese Spieler stammten insgesamt von vier verschiedenen Nationalmannschaften, mit Portugal, Frankreich, Deutschland und Wales waren dies die vier Mannschaften, die das Halbfinale erreichten.
| Tor          | Abwehr                                               | Mittelfeld                                                        | Sturm             |
| ------------ | ---------------------------------------------------- | ----------------------------------------------------------------- | ----------------- |
| Rui Patrício | Raphaël Guerreiro Jérôme Boateng Pepe Joshua Kimmich | Joe Allen Antoine Griezmann Toni Kroos Dimitri Payet Aaron Ramsey | Cristiano Ronaldo |

## Schiedsrichter
Am 15. Dezember 2015 nominierte die UEFA die 18 Schiedsrichter, die bei der Endrunde zum Einsatz kamen. Am 1. März 2016 wurde die komplette Liste der Schiedsrichterteams veröffentlicht. Jeder Schiedsrichter wurde von zwei Assistenten an der Seitenlinie und zwei Torrichtern unterstützt. Hinzu kam ein dritter Assistent als Ersatz. Weiter nominierte die UEFA zwei zusätzliche Schiedsrichter, die ausschließlich als Vierte Offizielle eingesetzt wurden, und zwei Schiedsrichter als Reserve-Assistenten. Der Deutsche Felix Brych wurde als einziger Schiedsrichter aus dem deutschsprachigen Raum nominiert. Er gehörte zu den sieben Schiedsrichtern der Fußball-Europameisterschaft 2016, die bereits bei der Fußball-WM 2014 in Brasilien Spiele leiten durften. Die Schiedsrichter Çakır, Eriksson, Kassai, Kuipers, Rizzoli, Skomina und Velasco Carballo pfiffen nach 2012 bereits ihre zweite Europameisterschaft. Am 23. Juni 2016 wurde bekannt, dass die Schiedsrichter Turpin, Moen, Hațegan, Collum, Královec und Karassjow ihre Turnierbeteiligung nach der Vorrunde beenden. Sie wurden von der UEFA nicht für weitere Spiele vorgesehen. Nach den Achtelfinalspielen waren auch die Teams um Atkinson, Çakır und Velasco Carballo nicht mehr Bestandteil des Schiedsrichterpools. Der Schiedsrichter Szymon Marciniak war ebenfalls nicht mehr für Spiele vorgesehen, verblieb aber mit seinem Ersten Assistenten als Ersatzreferee im Turnier.
| Schiedsrichter            | Sp. | Sp. 4.O. |          |            |   | Assistenten                                                            | Torschiedsrichter                              | Begegnungen                           | Begegnungen                           |
| Schiedsrichter            | Sp. | Sp. 4.O. | Vorrunde | Finalrunde |   | Assistenten                                                            | Torschiedsrichter                              |                                       |                                       |
| ------------------------- | --- | -------- | -------- | ---------- | - | ---------------------------------------------------------------------- | ---------------------------------------------- | ------------------------------------- | ------------------------------------- |
| Felix Brych B             | 3   | 1        | 10       | 0          | 0 | Mark Borsch Stefan Lupp (Marco Achmüller) E                            | Bastian Dankert Marco Fritz G                  | ENG – WAL, 16.6. SWE – BEL, 22.6.     | POL – POR, 30.6.                      |
| Martin Atkinson           | 3   | 1        | 9        | 0          | 0 | Michael Mullarkey Stephen Child (Gary Beswick) E                       | Michael Oliver G Craig Pawson                  | GER – UKR, 12.6. HUN – POR, 22.6.     | WAL – NIR, 25.6.                      |
| Mark Clattenburg          | 4   | 1        | 23       | 0          | 0 | Simon Beck Jake Collin (Stuart Burt) E                                 | Anthony Taylor Andre Marriner                  | BEL – ITA, 13.6. CZE – CRO, 17.6.     | SUI – POL, 25.6. POR – FRA, 10.7.     |
| Clément Turpin            | 2   | 1        | 1        | 1          | 0 | Frédéric Cano Nicolas Danos (Cyril Gringore) E                         | Benoît Bastien G Fredy Fautrel                 | AUT – HUN, 14.6. NIR – GER, 21.6.     |                                       |
| Nicola Rizzoli B          | 4   | 1        | 19       | 0          | 1 | Elenito Di Liberatore Mauro Tonolini (Gianluca Cariolato) E            | Luca Banti Daniele Orsato A G Antonio Damato G | ENG – RUS, 11.6. POR – AUT, 18.6.     | FRA – IRL, 26.6. GER – FRA, 7.7.      |
| Björn Kuipers B           | 3   | 2        | 12       | 0          | 0 | Sander van Roekel Erwin Zeinstra (Mario Diks) E                        | Pol van Boekel G Richard Liesveld              | GER – POL, 16.6. CRO – ESP, 21.6.     | FRA – ISL, 3.7.                       |
| Svein Oddvar Moen         | 2   | 0        | 8        | 0          | 0 | Kim Haglund Frank Andas (Sven Erik Midthjell) E                        | Ken Henry Johnsen Svein-Erik Edvartsen         | WAL – SVK, 11.6. UKR – POL, 21.6.     |                                       |
| Szymon Marciniak          | 3   | 2        | 10       | 0          | 0 | Paweł Sokolnicki Tomasz Listkiewicz (Radosław Siejka) E                | Paweł Raczkowski Tomasz Musiał                 | ESP – CZE, 13.6. ISL – AUT, 22.6.     | GER – SVK, 26.6.                      |
| Ovidiu Hațegan            | 2   | 0        | 9        | 0          | 0 | Octavian Șovre Sebastian Gheorghe (Radu Ghinguleac) E                  | Alexandru Tudor G Sebastian Colțescu           | POL – NIR, 12.6. ITA – IRL, 22.6.     |                                       |
| Sergei Karassjow          | 2   | 0        | 12       | 0          | 0 | Anton Awerjanow C Tichon Kalugin Nikolai Golubew E                     | Sergei Lapotschkin G Sergei Iwanow             | ROM – SUI, 15.6. ISL – HUN, 18.6.     |                                       |
| William Collum            | 2   | 1        | 8        | 0          | 0 | Damien MacGraith Francis Connor (Douglas Ross) E                       | Bobby Madden G John Beaton                     | FRA – ALB, 15.6. CZE – TUR, 21.6.     |                                       |
| Jonas Eriksson B          | 3   | 2        | 11       | 0          | 0 | Mathias Klasenius Daniel Wärnmark (Mehmet Culum) E                     | Stefan Johannesson Markus Strömbergsson        | TUR – CRO, 12.6. RUS – WAL, 20.6.     | POR – WAL, 6.7.                       |
| Milorad Mažić B           | 3   | 2        | 13       | 0          | 0 | Milovan Ristić Dalibor Đurđević (Nemanja Petrović) E                   | Danilo Grujić Nenad Đokić                      | IRL – SWE, 13.6. ESP – TUR, 17.6.     | HUN – BEL, 26.6.                      |
| Damir Skomina             | 4   | 1        | 12       | 0          | 0 | Jure Praprotnik Robert Vukan (Bojan Ul) E                              | Matej Jug G Slavko Vinčić G                    | RUS – SVK, 15.6. SUI – FRA, 19.6.     | ENG – ISL, 27.6. WAL – BEL, 1.7.      |
| Carlos Velasco Carballo B | 3   | 1        | 8        | 1          | 0 | Roberto Alonso Fernández Juan Yuste Jiménez (Raúl Cabañero Martínez) E | Jesús Gil Manzano G Carlos del Cerro Grande G  | ALB – SUI, 11.6. SVK – ENG, 20.6.     | CRO – POR, 25.6.                      |
| Pavel Královec            | 2   | 0        | 11       | 0          | 0 | Roman Slyško Martin Wilczek (Tomas Mokrusch) E                         | Peter Ardeleanu Michal Patak                   | UKR – NIR, 16.6. ROM – ALB, 19.6.     |                                       |
| Cüneyt Çakır B            | 3   | 0        | 11       | 0          | 0 | Bahattin Duran Tarık Ongun (Mustafa Emre Eyisoy) E                     | Hüseyin Göçek G Barış Şimşek                   | POR – ISL, 14.6. BEL – IRL, 18.6.     | ITA – ESP 27.6.                       |
| Viktor Kassai             | 3   | 3        | 14       | 0          | 0 | György Ring Vencel Tóth (István Albert) E                              | Tamás Bognár Ádám Farkas                       | FRA – ROM, 10.6. ITA – SWE, 17.6.     | GER – ITA, 2.7.                       |
| Summe                     | 51  | 19       | 201      | 2          | 1 | Daten gemäß UEFA EURO 2016 – Spiele F                                  | Daten gemäß UEFA EURO 2016 – Spiele F          | Daten gemäß UEFA EURO 2016 – Spiele F | Daten gemäß UEFA EURO 2016 – Spiele F |

| Folgende Schiedsrichter wurden als 4. Offizielle und Ersatz-Assistenten eingesetzt: |                                                            |
| 4. Offizielle - Aljaksej Kulbakou - Anastasios Sidiropoulos                         | Ersatz-Assistenten - Wital Maljuzin - Damianos Efthymiadis |

## Organisation und Umfeld

### Spielbälle

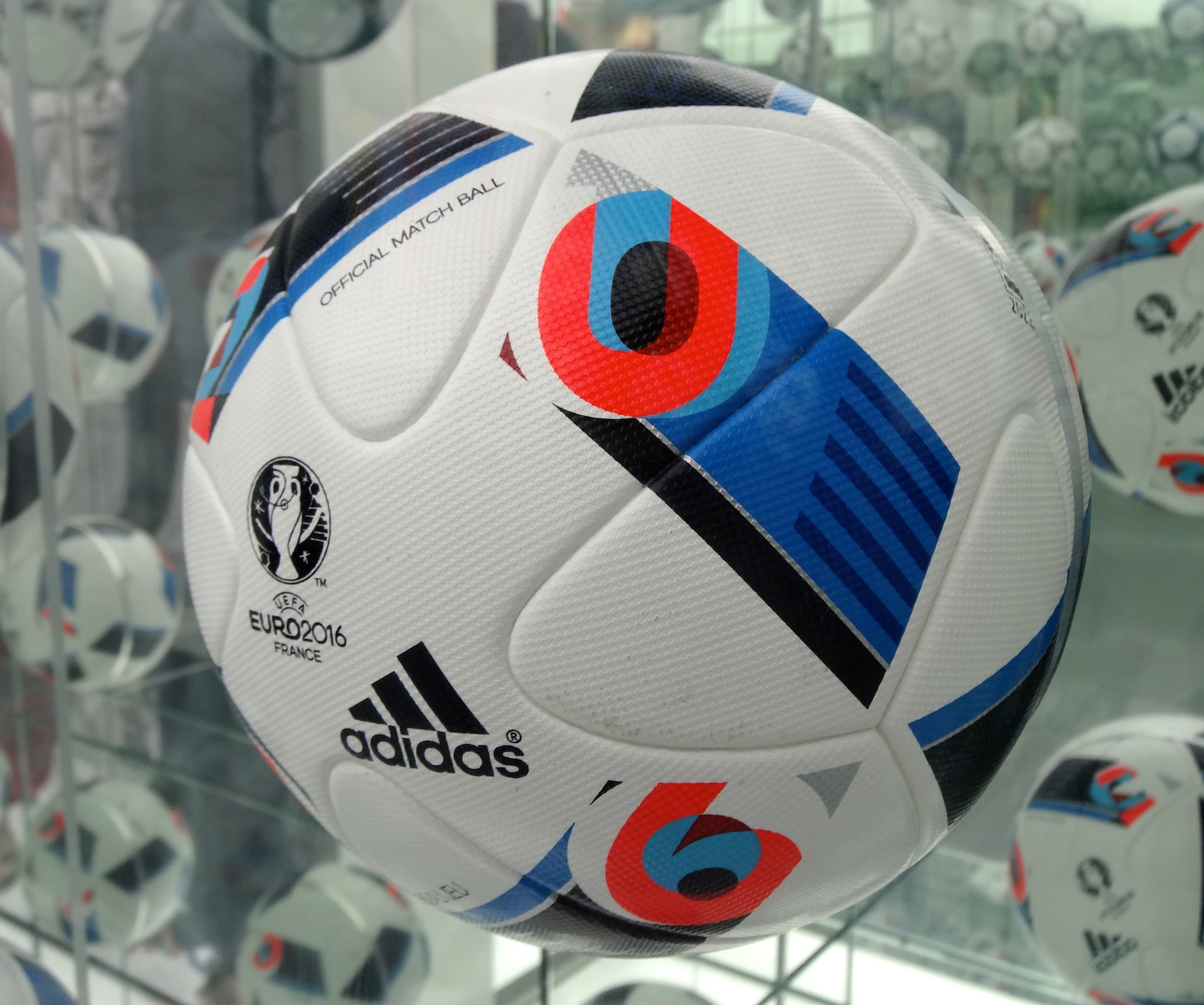
Beau Jeu, der Spielball der Vorrunde.

Der Beau Jeu (französisch für Schönes Spiel) war der Spielball in der Gruppenphase der Europameisterschaft 2016. Der Ball wurde von Adidas produziert und am 12. November 2015 der Öffentlichkeit vorgestellt. In der Finalrunde wurde mit Fracas (französisch für Lärm) ein Ball eingesetzt, dessen Design ausschließlich auf den Farben Rot und Schwarz beruhte.

### Maskottchen
Das Maskottchen wurde am 18. November 2014 im Rahmen des Testspiels Frankreich gegen Schweden im Stade Vélodrome in Marseille vorgestellt. Bei einer Internetabstimmung mit über 100.000 abgegebenen Stimmen entschieden sich die Teilnehmer für den Namen Super Victor. Zur weiteren Auswahl standen bis zum 26. November 2014 die Namen Goalix und Driblou. Nach Beendigung der Abstimmung wurde der Name am 30. November 2014 in der Sportsendung Téléfoot auf dem französischen Kanal TF1 bekannt gegeben.

### Musik
Das Lied der Fußball-Europameisterschaft 2016 stammt vom französischen DJ und Produzenten David Guetta: This One’s For You (feat. Zara Larsson) wurde von einem Chor mit Millionen Fußballfans unterstützt. Die Stimmen sollen über eine App eingespielt worden sein. Eine weitere Neuerung bestand darin, dass von Guetta der komplette EM-Soundtrack inklusive Torhymne und Einlaufmelodie beigesteuert wurde. Als Maßstab für das Lied diente We Are the Champions von Queen.
Im deutschsprachigen Raum veröffentlichten unter anderem Felix Jaehn und Herbert Grönemeyer mit Jeder für Jeden ein gemeinsames Lied, das der EM-Song der ARD war. Das ZDF wählte Mark Forsters Wir sind groß; ebenso gehörte der Beitrag des französischen Sängers Amir beim ESC 2016, J’ai cherché zur EM-Musik des Senders. Sat.1, das die Parallelspiele am dritten Spieltag übertrug, wählte das französischsprachige Ego von Willy William als seinen EM-Titel. Der Song des ÖFB war Das sind wir von Schmidhammer feat. Klaus Eberhartinger. Die TV-Sender der Schweiz verwendeten Tous ensemble von Gustav, das auf Deutsch und Französisch produziert wurde.
Aufsehen erregten die isländischen Fans, die vor den Spielen der isländischen Nationalmannschaft das wehmütige Lied Ég er kominn heim sangen.
Für Furore sorgten auch die nordirischen Fans, die ihren Spieler Will Grigg mit einem Cover des Liedes Freed from Desire namens Will Grigg’s on Fire feierten, obwohl er im Turnier nicht zum Einsatz kam. Nicht zuletzt aufgrund der positiven Stimmung der Nordiren auf den Rängen gilt der Hit als inoffizielles „Lied der EM“.

### Finanzen
Die Europameisterschaft 2016 erzielte Einnahmen von 1,93 Milliarden Euro, zusammengesetzt aus 1,05 Milliarden Euro für die TV-Rechte, 480 Millionen Euro aus Sponsoring und Lizenzen sowie 400 Millionen Euro aus dem Eintrittskartenverkauf.

### Eintrittskarten
Wie in früheren Ausgaben des Turniers wurden die Eintrittskarten auf der Grundlage eines komplexen Bewerbungsverfahrens auf der Website der Organisatoren verlost oder durch die nationalen Fußballverbände der 24 Hauptrundenteilnehmer vertrieben. Bestellt werden konnten die Tickets nur über das UEFA-Kartenportal. In der ersten Phase waren eine Million Tickets verfügbar, ohne die Gegner zu kennen. Das Bewerbungsverfahren für konkrete Begegnungen (zweite Phase) fand vom 14. Dezember 2015 bis 18. Januar 2016 statt. Aufgrund der erhöhten Nachfrage erfolgte eine Verlosung im Anschluss an diese Phase. Im März/April 2016 gab es eine sogenannte Wiederverkaufsphase, in der über das Ticketportal der UEFA bereits erworbene Tickets zum Originalpreis angeboten werden konnten.
Die Gesamtzahl der Eintrittskarten belief sich in der zweiten Phase auf rund 800.000 Stück für 51 Endrundenspiele, davon erhielten 20 Prozent der Stadion-Nettokapazität Fans der jeweils spielenden Mannschaften. Die Preisspanne bewegte sich – abhängig vom Tribünenplatz – von 25 Euro in der Vorrunde (Kategorie 4) bis 895 Euro für das EM-Finale in der besten Kategorie. Neben den Eintrittskarten zu den einzelnen Begegnungen konnten die Fans Pakete für mehrere Spiele erwerben („Follow my Team“). Mit diesem Ticketpaket konnten Fans jedes Spiel ihrer Mannschaft während des Turniers verfolgen, unabhängig davon, wie weit das Team in der K.-o.-Phase kam.
Das ZDF und die Frankfurter Rundschau kritisierten die Vergaberichtlinien des DFB.
Um Tickets aus dem Kontingent des DFB (20 % für jedes Spiel) innerhalb der zweiten Phase konnten sich ausschließlich Mitglieder des offiziellen Fanclubs der Nationalmannschaft bewerben. Dies führte zu weiteren Kosten, der Aufnahmegebühr und den Jahresgebühren für den Fanclub von insgesamt 70 Euro. Von 24 teilnehmenden Nationen nutzten ähnliche Systeme lediglich vier Länder (Gastgeber Frankreich, Belgien, England und Wales).

### Preisgelder
| Prämienzahlungen der UEFA an den DFB | Prämienzahlungen der UEFA an den DFB | Prämienzahlungen der UEFA an den DFB |
| ------------------------------------ | ------------------------------------ | ------------------------------------ |
| Antrittsprämie                       |                                      | 8,0 Mio. Euro                        |
| Sieg gegen die Ukraine               | Gruppenspiel                         | 1,0 Mio. Euro                        |
| Unentschieden gegen Polen            | Gruppenspiel                         | 0,5 Mio. Euro                        |
| Sieg gegen Nordirland                | Gruppenspiel                         | 1,0 Mio. Euro                        |
| Sieg gegen die Slowakei              | Achtelfinale                         | 1,5 Mio. Euro                        |
| Sieg gegen Italien                   | Viertelfinale                        | 2,5 Mio. Euro                        |
| Niederlage gegen Frankreich          | Halbfinale                           | 4,0 Mio. Euro                        |
|                                      |                                      | Σ 18,5 Mio. Euro                     |

Im Vergleich zur Fußball-Europameisterschaft 2012 wurden die Preisgelder von damals 200 Millionen Euro um über 50 Prozent aufgestockt. Jeder teilnehmende Verband erhielt 2016 eine Antrittsprämie in Höhe von 8 Millionen Euro. Die Prämien für den Europameister summierten sich auf bis zu 27 Millionen Euro.
Die deutsche Fußballnationalmannschaft erhielt 50.000 Euro pro Spieler für das Erreichen des Viertelfinals und 100.000 Euro für die Halbfinalteilnahme. Für die Gruppenphase und das Erreichen des Achtelfinals wurden an die Mannschaft keine Prämien ausgeschüttet. Die Prämien wurden an alle Spieler des Kaders ausgeschüttet, unabhängig von der Anzahl ihrer Einsätze. Die Einnahmen für den DFB beliefen sich seinerseits für das Erreichen des Viertelfinals auf 14,5 Millionen Euro. Hiervon entfielen 8 Millionen Euro auf die Startprämie, 2,5 Millionen Euro für die beiden Siege und ein Unentschieden in den Gruppenspielen, 1,5 Millionen Euro für das Achtel- und weitere 2,5 Millionen Euro für das Viertelfinale. Für das Erreichen des Halbfinals erhöhten sie sich auf 18,5 Millionen Euro.
Für den Fall des Gewinns der vierten Fußball-Europameisterschaft wurde für jeden Spieler der DFB-Auswahl eine Siegprämie von 300.000 Euro ausgelobt. In diesem Fall hätte der DFB wiederum von der UEFA ein Preisgeld von 26,5 Millionen Euro erhalten.

### Fernsehübertragung

#### Deutschland
| Spieltag | Gruppe(n)  | Sender    |
| -------- | ---------- | --------- |
| 1.       | A, B       | ZDF       |
| 1.       | C, D, E    | ARD       |
| 1.       | F          | ZDF       |
| 2.       | A, B       | ARD       |
| 2.       | B, C, D, E | ZDF       |
| 2.       | E, F       | ARD       |
| 3.       | A          | ZDF/Sat.1 |
| 3.       | B, C, D    | ARD/Sat.1 |
| 3.       | E, F       | ZDF/Sat.1 |

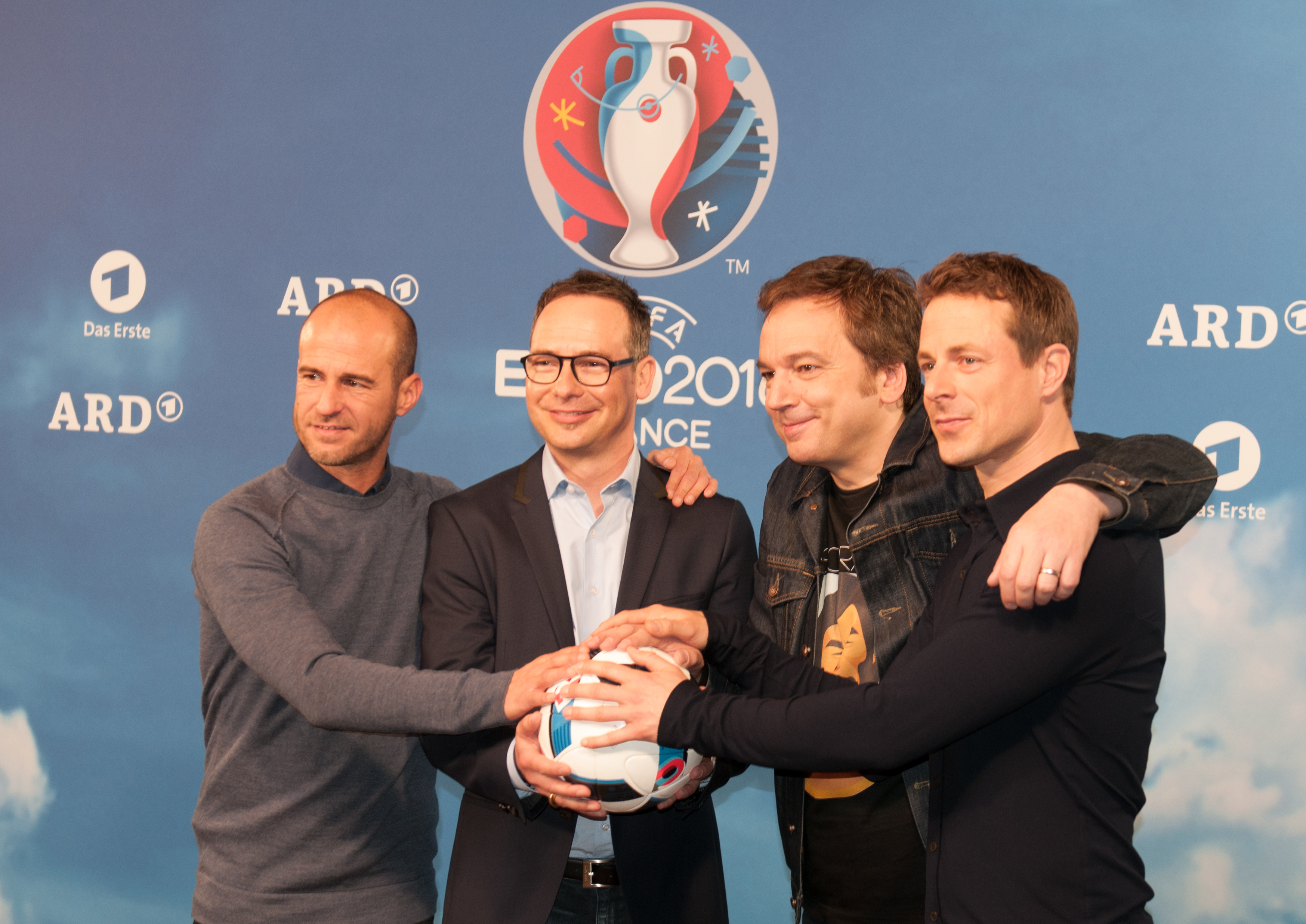
Moderatoren der ARD

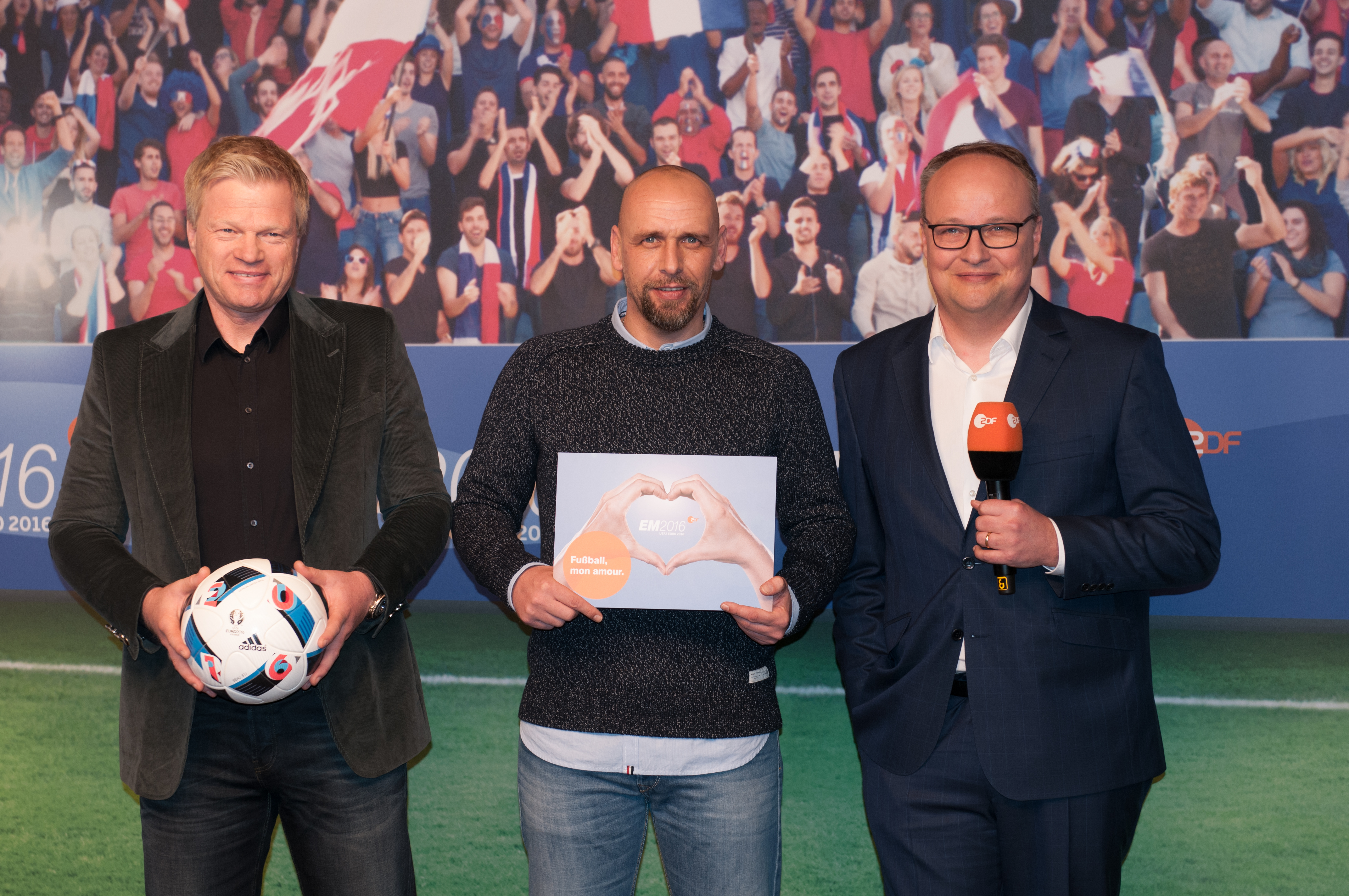
Moderatoren des ZDF

Nachdem die Qualifikationsspiele der Europameisterschaft 2016 von dem Privatsender RTL ausgestrahlt worden waren, wurden die Spiele der Endrunde überwiegend von den öffentlich-rechtlichen Fernsehsendern Das Erste und ZDF übertragen. Bereits im Februar 2012 sicherten sich die beiden Fernsehanstalten die Übertragungsrechte für kolportierte 160 Millionen Euro.
Am 18. Dezember 2015 wurde bekannt, dass sich ProSiebenSat.1 mit SportA, der Sportrechte-Agentur von ARD und ZDF, auf eine Sublizenzierung von sechs Spielen der Vorrunde geeinigt hat. Es handelte sich um Parallelspiele, die aus Wettbewerbsgründen gleichzeitig mit anderen Spielen ausgetragen werden. Waren diese bei vergangenen Turnieren auf den Spartenkanälen Einsfestival und ZDFinfo gezeigt worden, übernahm nun Sat.1 die Ausstrahlung dieser sechs Spiele bei der Europameisterschaft 2016. Über die Höhe der gezahlten Summe für die Sublizenzen machten weder SportA noch ProSiebenSat.1 Angaben. Zusätzlich lizenzierte SportA Bilder für die Nachberichterstattung der RTL Mediengruppe.
Das ZDF strahlte das Eröffnungsspiel aus und Das Erste übertrug das Finale. Die K.-o.-Spiele wurden kurzfristig verteilt. Beide Sender hatten in Paris ein gemeinsames Studio, das sie jedoch unterschiedlich gestalteten. Für das ZDF berichtete Oliver Welke als Moderator von allen Spielen und wurde, wie schon bei der WM 2014, von Oliver Kahn als Experte unterstützt. Hinzu kamen Holger Stanislawski, der die Spiele mit einem Tool analysierte, Schiedsrichterexperte Urs Meier und ein Studiogast sowie teilweise Sebastian Kehl als zusätzlicher Experte, meist bei den deutschen Spielen. Außerdem berichteten Katrin Müller-Hohenstein und Simon Rolfes aus den Stadien und vom deutschen Mannschaftslager. Für die ARD berichteten zwei Moderatorenteams: Alexander Bommes und Arnd Zeigler mit Experte Thomas Hitzlsperger meist von den Nachmittagsspielen und Matthias Opdenhövel mit Experte Mehmet Scholl von den Abendspielen bzw. den deutschen Partien. Dabei begaben sich Opdenhövel und Scholl als einzige in die Stadien vor Ort. Gerhard Delling war als Mannschaftsreporter im Einsatz. Der Abend im Ersten wurde von Reinhold Beckmann abgeschlossen, der aus Malente Beckmanns Sportschule moderierte, im ZDF durch die Talkshow Markus Lanz. Vom 19. bis 22. Juni berichteten für Sat.1 Matthias Killing und Co-Kommentator Mirko Slomka vor Ort von den Spielen, moderiert von Frank Buschmann mit Marcel Reif und Serdar Somuncu aus dem Europapark Rust.
Die UEFA produzierte die Bilder der Spiele selbst und bot den übertragenden Sendern eine Auswahl der Kamerabilder an. Bilder von Hooligans, Auseinandersetzungen im Stadion und Flitzer wurden von der UEFA nicht weitergegeben. ARD und ZDF beschwerten sich daraufhin am 13. Juni 2016 und forderten, alle relevanten und die Öffentlichkeit interessierenden Situationen aus den Stadien bereitgestellt zu bekommen. Als kroatische Fans wenige Tage später am 17. Juni beim Spiel ihrer Mannschaft gegen Tschechien Leuchtraketen auf das Spielfeld warfen und sich Auseinandersetzungen auf den Tribünen lieferten, so dass das Spiel unterbrochen werden musste, wurde dies im UEFA-Bild gezeigt.
Die meisten Zuschauer schalteten in Deutschland das Elfmeterschießen des Viertelfinalspiels zwischen Deutschland und Italien ein, bei dem ein Wert von 28,32 Millionen Zuschauern gemessen wurde, was einem Marktanteil von 79,8 Prozent für Das Erste entsprach. Dies stellte zugleich den bisherigen Quotenrekord des Jahres dar. Zudem wurden in der deutschen Fernsehgeschichte erst sieben andere Fußballspiele von mehr TV-Zuschauern verfolgt.
| Funktion                | ARD                                      | ZDF                                                           | Sat.1                                      |
| ----------------------- | ---------------------------------------- | ------------------------------------------------------------- | ------------------------------------------ |
| Moderatoren             | Matthias Opdenhövel, Alexander Bommes    | Oliver Welke                                                  | Frank Buschmann                            |
| Co-Moderation/ Sidekick | Arnd Zeigler                             |                                                               | Icke Dommisch, Serdar Somuncu              |
| Experten                | Mehmet Scholl und wechselnde Gäste D1 D4 | Oliver Kahn, Holger Stanislawski und wechselnde Gäste D2 D4   | Marcel Reif und wechselnde Gäste D3 D4     |
| Begleiter der DFB-Elf   | Gerhard Delling                          | Katrin Müller-Hohenstein                                      |                                            |
| Stadionteam             | Gerhard Delling                          | Katrin Müller-Hohenstein, Simon Rolfes                        | Matthias Killing, Mirko Slomka             |
| Kommentatoren           | Tom Bartels, Steffen Simon, Gerd Gottlob | Béla Réthy, Martin Schneider, Oliver Schmidt, Claudia Neumann | Hansi Küpper, Matthias Stach, Mirko Slomka |

#### Österreich

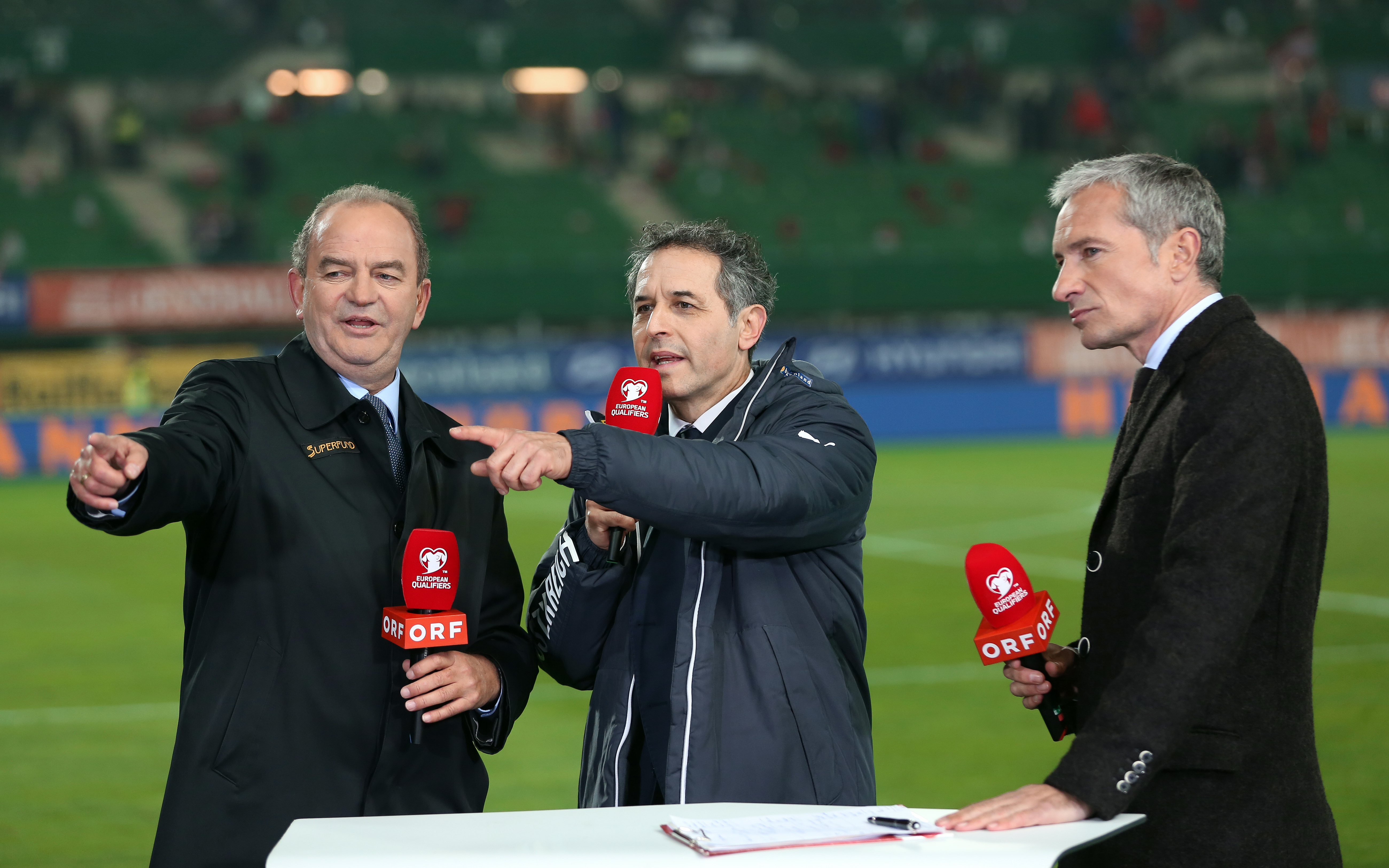
Rainer Pariasek (rechts) und Herbert Prohaska (links) mit Marcel Koller (2014)

In Österreich gingen der Österreichische Rundfunk (ORF) und der Privatsender ATV ein Kooperationsabkommen ein. Während der ORF alle Spiele der Europameisterschaft live übertrug, hatte sich ATV die Rechte an der Live-Ausstrahlung von sechs Spielen gesichert. Es handelte sich dabei, wie in Deutschland, um sechs Spiele des letzten Spieltages der Gruppenphase. Am Beispiel der Österreich-Gruppe F: Während Island gegen Österreich live im ORF zu sehen war, wurde Portugal gegen Ungarn zeitgleich auf ATV gesendet. Ein ähnliches Vorgehen gab es auch in den anderen Gruppen. Dadurch entfielen Konferenzschaltungen, die durch die parallel verlaufenden Spiele notwendig gewesen wären.
| Funktion              | ORF | ATV                                                                    |
| --------------------- | --- | ---------------------------------------------------------------------- |
| Studiomoderatoren     | Rainer Pariasek Bernhard Stöhr Alina Zellhofer                                                                       | Mark Michael Nanseck Elisabeth Auer Martin Reichenauer Andreas Moravec |
| Studio-Experten       | Herbert Prohaska Helge Payer Roman Mählich Peter Hackmair                                                            | u. a. Christoph Daum                                                   |
| Reporter              | Kristina Inhof Peter Brunner Roland Hönig Toni Oberndorfer Caroline Pflanzl                                          |                                                                        |
| Begleiter der ÖFB-Elf | Peter Hackmair |                                                                        |
| Kommentatoren         | Oliver Polzer Thomas König Boris Kastner-Jirka Michael Roscher Dietmar Wolff Michael Bacher Leitung: Gerhard Lackner |                                                                        |

#### Schweiz
In der Schweiz wurden die Übertragungsrechte vom SRG SSR erworben. Die SRG startete bei der Europameisterschaft einen UHDTV-Versuch. Es wurden 8 Spiele in 4K übertragen. In der Deutschschweiz wurden die Spiele auf dem Schweizer Radio und Fernsehen (SRF) übertragen. Alle 51 Spiele wurden auf SRF live übertragen, 45 Spiele auf SRF zwei, die sechs Parallelspiele der letzten Gruppenrunde auf SRF info. In der französischen Schweiz wurden die Spiele auf Radio Télévision Suisse (RTS) übertragen. Radiotelevisione Svizzera (RSI) übertrug den Wettbewerb für die italienischsprachige Bevölkerung. Die Europäische Rundfunkunion erlaubte Radio SRF 3 die Spiele per Radio zu übertragen.
| Funktion           | SRF |
| ------------------ | --- |
| Studiomoderatoren  | Matthias Hüppi Paddy Kälin |
| Experten           | Alain Sutter Raphael Wicky Carlo Bertolini Marco Streller Benjamin Huggel Rolf Fringer Gürkan Sermeter Andy Egli Christoph Spycher |
| Begleiter der Nati | Rainer Maria Salzgeber |
| Kommentatoren      | Sascha Ruefer Dani Wyler Dani Kern Mario Gehrer Patrick Schmid                                                                     |

### Sponsoren und Unterstützer

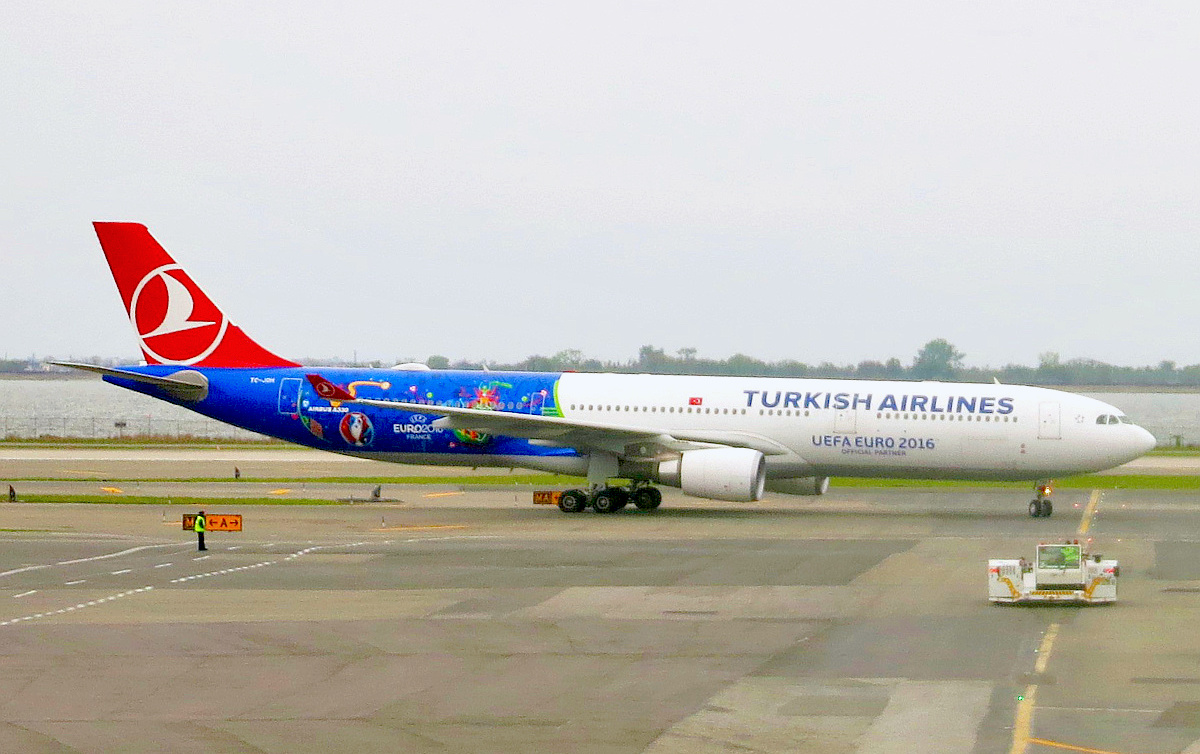
Eine A330-300 der Turkish Airlines mit der UEFA-Euro-2016-Sonderlackierung

Neben den zehn internationalen Sponsoren (Adidas, Carlsberg, Coca-Cola, Continental, Hyundai/Kia, McDonald’s, Orange, SOCAR, Turkish Airlines und Hisense) traten sechs nationale Unterstützer (Française des Jeux, PROMAN, La Poste, Crédit Agricole, SNCF und Abritel-HomeAway) auf.
Dabei war es Carlsberg aufgrund des Loi Évin, einem Gesetz gegen Alkohol- und Tabakwerbung im Fernsehen, verboten, in den Stadien mit dem Namen der Brauerei zu werben. Daher wich das dänische Unternehmen auf den Schriftzug „Probably“ aus, den sie in markanter weiß verschnörkelter Schrift auf dem für Carlsberg typischen dunkelgrünen Hintergrund zeigte. Dieser ist dem Slogan der Brauerei „Probably the best“ (dt. „Vermutlich das Beste“) entlehnt.
Sponsor der Auswahl der Einlaufkinder als Werbemaßnahme bei der EM 2016 war – wie auch schon bei der WM 2014 – McDonald’s. Kinder im Alter zwischen 6 und 10 Jahren konnten sich in unterschiedlichen nationalen Auswahlverfahren um die Auswahl als Einlaufkind bewerben. Die Regularien sehen vor, dass jedes ausgewählte Kind von einem Erziehungsberechtigten begleitet wird. Die Leistungen des Sponsors umfassten eine dreitägige Reise zum Spielort, die Unterbringung im Doppelzimmer für zwei Nächte in einem Hotel, Verpflegung, Versicherungen, ein Rahmenprogramm für die Begleitperson und das Kind, mittelpreisige Eintrittskarten für das jeweilige Spiel, bei dem das Kind zum Einsatz kam, sowie ein Zertifikat über die Teilnahme an der Aktion. Im Gegenzug musste das Kind an einer Generalprobe sowie am Einlauf vor dem eigentlichen Spiel teilnehmen und dabei für den Sponsor werben. Darüber hinaus gab es keine weiteren Verpflichtungen.
Nach den Achtelfinalspielen ermahnte die UEFA die Mannschaften, nach Abpfiff ihre Kinder nicht auf die Rasenfläche zu holen. Turnierdirektor Marin Kallen erklärte: „Das ist eine Europameisterschaft und zumindest auf dem Rasen keine Familienveranstaltung“. Begründet wurde diese Entscheidung seitens der UEFA mit einem erhöhten Sicherheitsrisiko. Dieses schloss die Einlaufkinder im weiteren Turnierverlauf jedoch nicht ein.

### Trikotausrüster
Neun der 24 EM-Mannschaften trugen Trikots von Adidas (Belgien, Deutschland, Nordirland, Schweden, Spanien, Russland, Ukraine, Ungarn, Wales). Die weiteren Trikotausrüster waren: Nike mit sechs Mannschaften (England, Frankreich, Kroatien, Polen, Portugal, Türkei), Puma mit fünf Mannschaften (Italien, Österreich, Schweiz, Slowakei, Tschechien), Joma (Rumänien), Macron (Albanien), Erreà (Island) und Umbro (Irland).

### Sammelalben
Auch zur Euro 2016 gab die Firma Panini ein Sammelalbum heraus, das bereits zur Fußballkultur gehört. Es wird in den Medien kontrovers diskutiert, beispielsweise dass das Album lange vor Festlegung der endgültigen Kader gedruckt wurde und damit teilweise nicht nominierte Spieler enthält. Auch die möglicherweise hohen Kosten, das Album mit 680 Bildern (ohne Extrasticker) zu vervollständigen, und die optimale Strategie für das sogenannte Sammelbilderproblem werden und wurden oft diskutiert.
Die deutsche Supermarktkette Rewe gab als Produktzugabe ein DFB-Sammelalbum mit 36 Bildern zur deutschen Fußballnationalmannschaft heraus. Die Schweizer Supermarktkette Migros gab in Zusammenarbeit mit Panini ein Sammelalbum mit 120 Bildern aus, das die Schweizer Nationalmannschaft zum Thema hat.
Das Tschuttiheftli als Alternative zum Panini-Heft („Kunst statt Kommerz“) wurde zur EM 2016 in der Schweiz, in Deutschland und erstmals in Österreich vertrieben. Verschiedene Künstler gestalteten die Porträts. Ein allfälliger Gewinn kommt kulturellen Projekten zugute.

### Ausschreitungen
Bereits vor dem ersten Spieltag kam es in Marseille zu Krawallen zwischen englischen Hooligans mit Einheimischen und der Polizei. Dabei hatten die Engländer mit Gesängen wie „ISIS, where are you?“ („ISIS, wo seid ihr?“) die dort lebende muslimische Bevölkerung provoziert. Bereits bei der Weltmeisterschaft 1998 in Frankreich hatte es dort gewalttätige Auseinandersetzungen zwischen englischen Hooligans und einheimischen Jugendlichen gegeben.
Schwere Ausschreitungen zwischen russischen und englischen Hooligans mit über 30 Verletzten, darunter vier Schwerverletzte und eine Person in Lebensgefahr, begleiteten die Spielpaarung zwischen England und Russland am 11. Juni in Marseille. Die Krawalle auf der Straße fanden nach Abpfiff des Spiels ihre Fortsetzung im Stadion, wo russische Hooligans den englischen Block stürmten und englische Fans angriffen. Zuvor wurden aus dem russischen Block mehrere Leuchtraketen abgefeuert. Laut Frankreichs Generalstaatsanwalt trage eine Gruppe von 150 russischen Hooligans für viele der Ausschreitungen die Verantwortung, wobei sich auch einige Engländer beteiligt hätten. Die russischen Hooligans seien „extrem gut trainiert“ und für „ultraschnelle, ultraharte Gewalt“ verantwortlich gewesen. Der überwiegende Teil der Verletzten waren Engländer. Die UEFA drohte dem englischen und dem russischen Fußballverband für den Wiederholungsfall mit dem Ausschluss von der Europameisterschaft und verurteilte schließlich den russischen Fußballverband wegen der Randale seiner Hooligans im Stadion zu einer Strafe von 150.000 Euro und zu einer Disqualifikation auf Bewährung während der gesamten Dauer der EM; einem Wiederholungsfall folgt nach dem UEFA-Urteil der sofortige Turnier-Ausschluss. Laut dem russischen Sportminister Witali Mutko habe die UEFA richtig gehandelt. Parlaments-Vizepräsident Igor Lebedew sagte jedoch, die russischen Hooligans hätten die Ehre Russlands verteidigt und sollten so weitermachen.
Rund 50 deutsche Hooligans griffen in Lille eine Gruppe ukrainischer Fans vor der Begegnung Deutschland gegen Ukraine an. Zuvor hatten sie rechtsextreme Parolen gerufen und eine Reichskriegsflagge gezeigt. Laut Polizeiangaben wurden zwei Ukrainer durch Dosenwürfe leicht verletzt.